# Palestinieni
Poporul palestinian (în arabă الشعب الفلسطيني, ash-sha‘b al-Filasṭīnī), cunoscut și sub numele de palestinieni (în arabă الفلسطينيون, al-Filasṭīniyyūn, {în ebraică: פָלַסְטִינִים) sau arabi palestinieni (în arabă العربي الفلسطيني, al-'arabi il-filastini), este un grup etno-național alcătuit din descendenții actuali ai arabilor care s-au stabilit în Palestina între secolele al VII-lea - al XX-lea, precum și ai locuitorilor din Palestina de-a lungul secolelor, inclusiv o parte din evrei, samariteni și greci, care s-au creștinat, s-au arabizat și în mare parte au trecut la islam, devenind arabi din punct de vedere cultural și lingvistic. Circa jumătate din populația palestiniană de pe glob continuă să locuiască în Palestina istorică, regiune care cuprinde Cisiordania, Fâșia Gaza și Israel. În toată această regiune, în anul 2005, palestinienii constituiau 49% din totalul locuitorilor, cuprinzând întreaga populație a Fâșiei Gaza (1.865 milioane), majoritatea populației din Cisiordania (aproximativ 2.785.000) și 20,8% din populația Israelului - inclusiv palestinienii din Ierusalim - cu cetățenie israeliană.  Mulți sunt refugiați sau strămutați intern, inclusiv peste un milion în Fâșia Gaza, circa 750.000 în Cisiordania și circa 250.000 în Israel. Din populația palestiniană care trăiește în străinătate, cunoscută ca diaspora palestiniană, mai mult de jumătate este apatridă, fiind lipsită de cetățenia oricărei țări. Între 2,1 și 3,24 milioane de palestinieni din diaspora trăiesc în Iordania vecină, peste 1 milion în Siria și Liban și circa 750.000 în Arabia Saudită, în timp ce cei 500.000 de palestinieni din Chile reprezintă cea mai mare concentrare din afara Orientului Mijlociu.
În 1919, palestinienii musulmani și creștini constituiau 90% din populația Palestina sub control britanic Opoziția față de mandat și față de imigrarea evreiască a stimulat consolidarea unei identități naționale unificate, anterior fragmentată de diferențe regionale, religioase, familiale sau de clasă. Istoria unei identități naționale palestiniene distincte este un subiect disputat printre cercetători. Istoricul în drept Assaf Likhovski consideră că opinia predominantă este că identitatea palestiniană a apărut în primele decenii ale secolului al XX-lea, când o dorință embrionară de autoguvernare a prins rădăcini printre palestinieni în fața temerii generalizate că sionismul va duce la apariția unui stat evreu și la deposedarea majorității arabe. Primele semne ale acestui fenomen s-au cristalizat la majoritatea editorilor, creștini sau musulmani, ai ziarelor locale. Denumirea de „palestinian” a fost folosită în mod limitat și anterior, până la Primul Război Mondial, de arabii palestinieni cu referire la conceptul naționalist al unui popor palestinian. După crearea statului Israel, exodul din 1948 și mai ales după exodul din 1967, termenul a ajuns să semnifice nu doar un loc de origine, dar și un sentiment al unui trecut și prezent comun împărtășit sub forma aspirației spre unui stat arab palestinian. Identitatea palestiniană modernă își reclamă, în mod selectiv și în diverse interpretări, moștenirea tuturor epocilor, din vremurile biblice și până în perioada otomană.
Fondată în 1964, Organizația pentru Eliberarea Palestinei (OEP) este o organizație-umbrelă pentru diverse grupări care reprezintă poporul palestinian în fața organismelor statale internaționale. Autoritatea Națională Palestiniană, înființată oficial în 1994 ca rezultat al Acordurilor de la Oslo, este un corp administrativ interimar responsabil nominal cu guvernarea în majoritatea centrelor populate palestiniene din Cisiordania și Fâșia Gaza. 
Din anul 2007 puterea în Fâșia Gaza a fost preluată de mișcarea islamistă-teroristă  palestiniană Hamas, care s-a bucurat de un puternic suport popular și care, aspirând spre un stat islamic, se opune total păcii cu Israelul și sfidează de atunci regimul de la Ramallah al Autorității Naționale Palestiniene, dominat de organizația naționalistă Fatah.
Din 1978, Națiunile Unite celebrează anual o Zi Internațională de Solidaritate cu Poporul Palestinian. Istoricul britanic anti-israelian Perry Anderson estimează că jumătate din palestinienii care trăiesc în „teritorii palestiniene ocupate” sunt refugiați și că au suferit împreună, la cursul și prețurile din 2008–09, pierderi de bunuri însumând aproximativ 300 de miliarde de dolari în urma „confiscărilor israeliene”.

## Etimologie

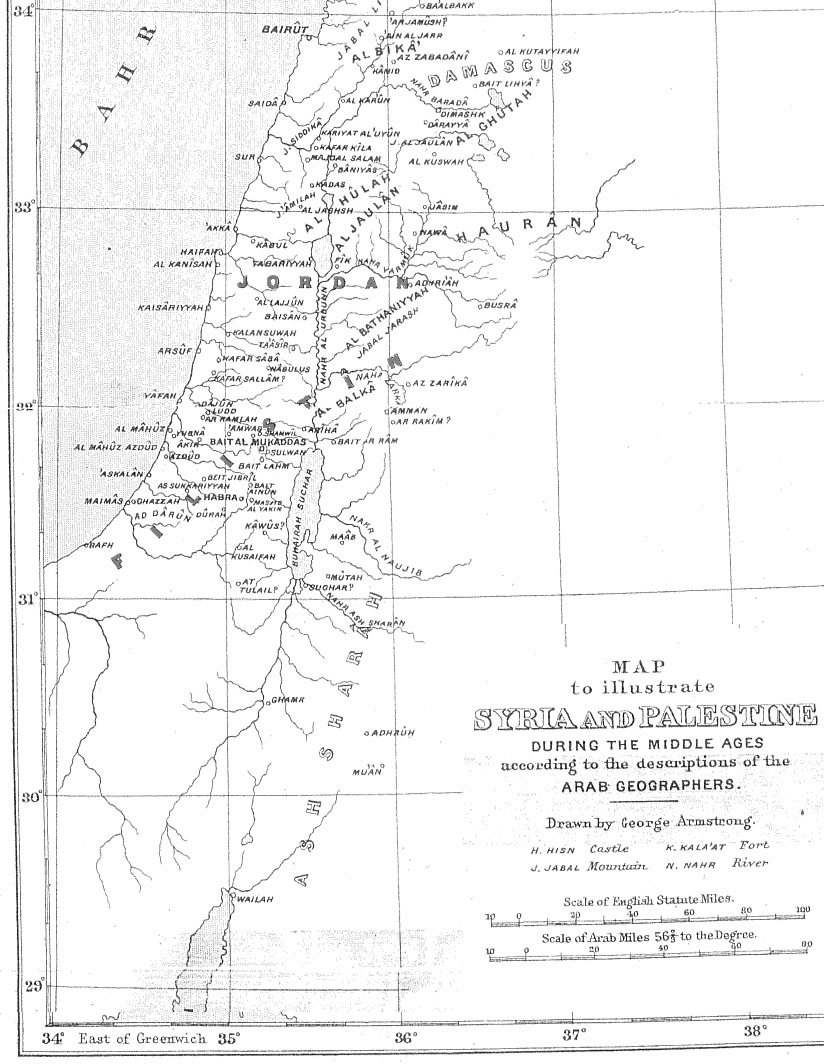
Hartă a Siriei și Palestinei în Evul Mediu.

Toponimul grecesc Palaistínē (Παλαιστίνη), cu care este înrudit cuvântul arab Filastin (فلسطين), a apărut prima dată în lucrările din secolul al V-lea î.C. ale istoricului grec Herodot, unde acesta definește la modul general regiunea de coastă din Fenicia și până în Egipt. Herodot folosește de asemenea termenul ca pe un etnonim, precum atunci când vorbește de „sirienii din Palestina” sau de „palestinienii sirieni”, un grup amorf din punct de vedere etnic pe care el îl deosebește de fenicieni. Herodot nu face nici o distincție între evrei și alți locuitori ai Palestinei.
Cuvântul grecesc reflectă un vechi cuvânt din Estul Mediteranei și Orientul Apropiat care a fost folosit ori ca toponim, ori ca etnonim. În egipteana veche, denumirea Peleset/Purusati se referea la popoarele mării, în particular la filisteni. În limbile semite, cuvântul akkadian Palaštu (cu varianta Pilištu) este folosit de Filistia din secolul al VII-lea î.C. și de cele, la vremea aceea, patru orașe-state ale sale. Cuvântul înrudit Plištim din ebraica biblică este tradus în general prin „filisteni”.
Expresia Siria Palestina a continuat să fie folosită de istorici, geografi și alții cu referire la regiunea dintre Marea Mediterană și râul Iordan, precum în scrierile lui Philon din Alexandria, Iosephus Flavius și Plinius cel Bătrân. După ce romanii au adoptat termenul ca nume administrativ oficial al regiunii, în secolul al II-lea î.C., „Palestina” ca nume de sine stătător a intrat în folosința curentă, a fost bătut pe monede, în inscripții și chiar în textele rabinice. Cuvântul arab filastin a fost folosit pentru a desemna regiunea începând cu primii geografi medievali arabi. Există indicații că a fost utilizat în regiune ca substantiv adjectival arab încă din secolul al VII-lea î.C. Ziarul arab Falastin (înființat în 1911), publicat în Jaffa de Issa și Yusef al-Issa, li se adresa cititorilor cu apelativul de „palestinieni”.
Prima bancă sionistă, Jewish Colonial Trust (JCT), a fost fondată la Al Doilea Congres Sionist și înregistrată la Londra, în 1899. JCT urma să constituie instrumentul financiar al Organizației Sioniste, iar scopul ei era de a strânge capital și credit pentru a ajuta la obținerea unei carte pentru Palestina. Pe 27 februarie 1902, o subsidiară a JCT numită „Compania Anglo-Palestiniană” (CAP) a fost înființată la Londra cu asistența lui Zalman David Levontin. Această Companie urma să devină ceea ce este astăzi Bank Leumi.
În timpul perioadei Palestinei Mandatare, termenul „palestinian” era folosit cu referire la toate persoanele care trăiau în acel teritoriu, indiferent de religia sau etnia lor, iar cei cărora autoritățile mandatare britanice le acordau cetățenie deveneau „cetățeni palestinieni”. Alte exemple din acea vreme includ folosirea termenului de Regimentul Palestina, cu referire la Brigada Evreiască de Infanterie din Armata Britanică din timpul celui de-al Doilea Război Mondial, și a termenului „Talmudul palestinian”, un nume alternativ al Talmudului din Ierusalim folosit în special în mediile academice.
După crearea, în 1948, a statului Israel, folosirea termenilor „Palestina” și „palestinian” de către evreii palestinieni aproape a încetat. Spre exemplu, ziarul de limbă engleză The Palestine Post, fondat de evrei în 1932, și-a schimbat numele, în 1950, în The Jerusalem Post. Evreii din Israel și din Cisiordania se identifică azi cu toții drept israelieni, în timp ce cetățenii israelieni arabi se identifică în acleaș timp ca cetățeni israelieni și/sau palestinieni și/sau arabi.
Carta Națională Palestiniană, amendată de OEP la Consiliul Național Palestinian din iulie 1968, definește ca „palestinieni” pe „acele persoane de naționalitate arabă care, până în 1947, locuiau în mod normal în Palestina, indiferent dacă au fost apoi expulzate sau au rămas acolo. Oricine născut, după acea dată, dintr-un tată palestinian – în Palestina sau în afara ei – este de asemenea palestinian”. „Persoana de naționalitate arabă” nu este un termen cu specific religios și îi include nu doar pe musulmanii vorbitori de arabă din Palestina, dar și pe creștinii vorbitori de arabă sau alte comunități religioase din Palestina care, la acea dată, erau vorbitoare de arabă, precum samaritenii și druzii. Deci, evreii din Palestina erau/sunt incluși și ei, deși Carta se limitează doar la „evreii palestinieni vorbitori de arabă care locuiau în Palestina până la începerea invaziei sioniste”. Carta mai statuează că „Palestina, cu granițele pe care le avea în timpul Mandatului Britanic, este o unitate teritorială indivizibilă”. Numărul celor forțați să se exileze în războiul din 1948 în loc să scadă, este într-o continuă creștere de circa 18-20% anual.

## Istorie

### Istoria palestiniană și naționalismul

Șoimul lui Saladin, stema și însemnul Autorității Palestiniene.

Momentul și cauzele care au stat la baza apariției unei conștiințe naționale palestiniene distincte în rândul arabilor din Palestina sunt chestiuni de dezacord științific. Unii argumentează că poate fi urmărit încă din timpul revoltei arabe din 1834 (sau chiar din secolul al XVII-lea), în timp ce alții susțin că nu a apărut decât după perioada Palestinei Mandatare. Potrivit istoricului în drept Assaf Likhovski, viziunea dominantă este că identitatea palestiniană a apărut în primele decenii ale secolului al XX-lea.
Baruch Kimmerling și Joel S. Migdal consideră Revolta din 1834 ca fiind primul eveniment formator al poporului palestinian. Din 1516 și până în 1917, Palestina a fost administrată de Imperiul Otoman, cu excepția deceniului dintre 1830 și 1840, când un egiptean vasal al otomanilor, Muhammad Ali, și fiul său, Ibrahim Pașa, au reușit să se desprindă de conducerea otomană, să cucerească teritorii întinzându-se din Egipt și până la Damasc și să stăpânească toată acea regiune. Așa numita Revoltă țărănească din 1834 a arabilor palestinieni a fost precipitată de încercările la scară mare de înrolare a bărbaților. Liderii locali și personalitățile urbane erau nemulțumite de pierderea privilegiilor tradiționale, în timp ce țăranii erau conștienți că înrolarea era aproape o condamnare la moarte. Începând din luna mai 1834, rebelii au ocupat multe orașe, printre ele Ierusalim, Hebron și Nablus, iar Ibrahim Pașa și-a trimis armata, care i-a înfrânt pe ultimii insurgenți pe 4 august, în Hebron. Benny Morris susține însă că arabii din Palestina au rămas totuși parte a mai largei naționalități pan-arabe sau, alternativ, a mișcării pan-islamiste. Walid Khalidi susține contrariul, scriind că palestinienii din vremurile otomane erau „extrem de conștienți de caracterul distinctiv al istoriei palestiniene...” și „deși mândri de moștenirea și de ascendența lor arabă, palestinienii se considerau nu doar urmașii cuceritorilor arabi ai secolului al VII-lea, dar și ai indigenilor care au trăit în Palestina din timpuri imemoriale, inclusiv ai evreilor și ai canaaniților dinaintea lor”.
Zachary J. Foster scrie într-un articol din 2015 în Foreign Affairs că, „pe baza a sute de manuscrise, arhive ale tribunalelor islamice, cărți, reviste și ziare din perioada otomană (1516–1918), se pare că primul arab care a folosit termenul palestinian a fost Farid Georges Kassab, un creștin ortodox din Beirut”. Foster mai explică faptul că, în cartea din 1909 a lui Kassab, Palestina, elenism și clericalism, acesta nota în trecere că „palestinienii otomani ortodocși își spun arabi și chiar sunt, de fapt, arabi”, în ciuda numirii pe tot parcursul cărții a vorbitorilor de arabă din Palestina drept palestinieni.
În cartea sa din 1997, Palestinian Identity: The Construction of Modern National Consciousness, istoricul Rashid Khalidi scrie că straturile arheologice care arată istoria Palestinei – cuprinzând perioadele biblică, romană, bizantină, omeiadă, abbasidă, fatimidă, cruciată, ayyubidă, mamelucă și otomană – formează o parte a identității poporului palestinian din ziua de astăzi, după cum a devenit conștient în ultimul secol. Notând că identitatea palestiniană nu a fost niciodată una exclusivă, „arabismul, religia și loialitățile locale” jucând un rol important, Khalidi atrage atenția împotriva eforturilor unor avocați extremi ai naționalismului palestinian de a căuta în mod „anacronic” în istorie o conștiință naționalistă care este, de fapt, „relativ recentă”.

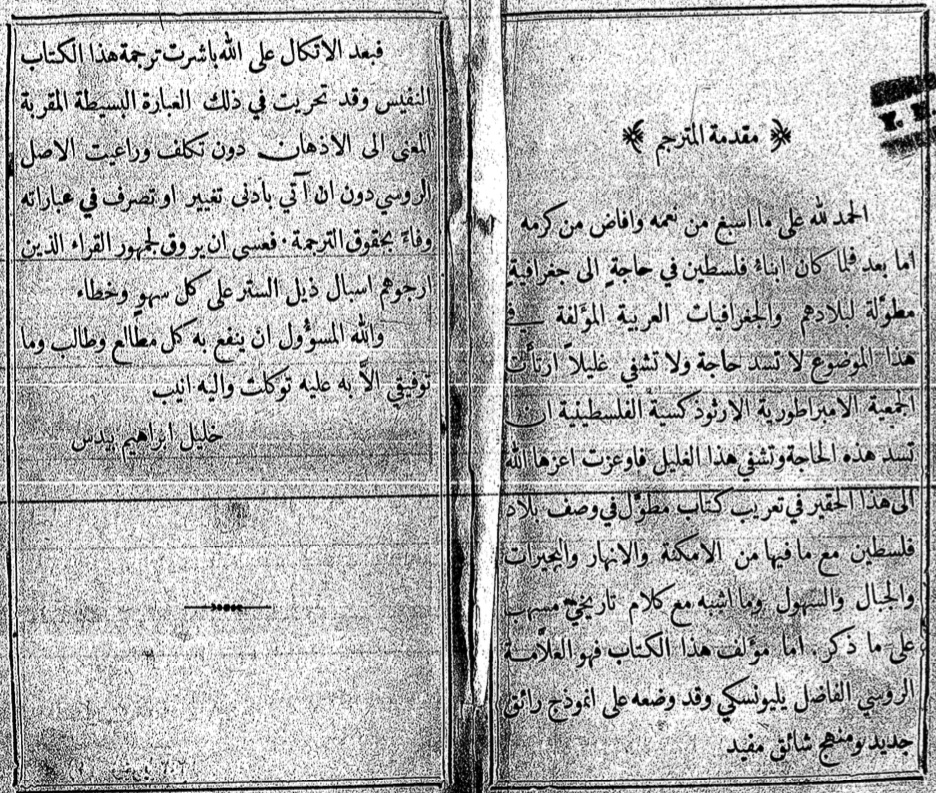
Khalil Beidas a folosit cuvântul „palestinieni” în prefața traducerii sale cărții lui Akim Olesnițki „O descriere a Țării Sfinte”

Rashid Khalidi argumentează că identitatea națională modernă a palestinienilor își are rădăcinile în discursurile naționaliste ivite printre popoarele Imperiului Otoman la sfârșitul secolului al XIX-lea, care s-au intensificat după trasarea granițelor națiunilor-stat moderne din Orientul Mijlociu după Primul Război Mondial. Khalidi mai spune că, deși provocarea reprezentată de sionism a jucat un rol în modelarea acestei identități, „ar fi o gravă eroare să se sugereze că identitatea palestiniană a rezultat în special ca răspuns la sionism”. În schimb, istoricul James L. Gelvin consideră naționalismul palestinian drept o reacție directă la sionism. În cartea sa The Israel-Palestine Conflict: One Hundred Years of War, el afirmă că „naționalismul palestinian a apărut în perioada interbelică drept răspuns la imigrația și colonizarea sionistă”. Gelvin scrie că acest fapt nu face identitatea palestiniană mai puțin legitimă:
„Faptul că naționalismul palestinian s-a dezvoltat mai târziu decât sionismul și, într-adevăr, ca răspuns la acesta, nu diminuează în nici un fel legitimitatea naționalismului palestinian și nici nu-l face mai puțin valid decât sionismul. Orice naționalism apare ca opoziție la un „altul”. De ce altceva ar exista nevoia de a specifica cine ești? Și orice naționalism este definit de factorul căruia i se opune”.
David Seddon crede că „crearea identității naționale în sensul său contemporan s-a cristalizat în special în timpul anilor 1960, odată cu înființarea Organizației pentru Eliberarea Palestinei”. El adaugă totuși că „existența unei populații cu un nume evident similar („filistenii”) în vremurile biblice sugerează un grad de continuitate de-a lungul unei îndelungate perioade istorice (la fel cum „israeliții” din biblie sugerează o îndelungată continuitate istorică în aceeași regiune).”
Bernard Lewis crede că arabii din Palestina otomană nu s-au opus sionismului din postura unei națiuni palestiniene, deoarece conceptul unei atare națiuni le era necunoscut arabilor din zonă la acea vreme și nu a luat ființă decât mai târziu. Chiar nici conceptul de naționalism arab în provinciile arabe ale Imperiului Otoman „nu a atins proporții semnificative înainte de izbucnirea Primului Război Mondial”. Sociologul Tamir Sorek consideră că, „deși o identitate palestiniană distinctă poate fi urmărită cel puțin până la mijlocul secolului al XIX-lea (Kimmerling și Migdal 1993; Khalidi 1997), sau chiar până în secolul al XVII-lea (Gerber 1998), abia după Primul Război Mondial o paletă largă de afilieri politice opționale a devenit relevantă pentru arabii din Palestina”.
Indiferent de punctul de vedere diferit față de momentul, mecanismele cauzale și orientarea naționalismului palestinian, la începutul secolului al XX-lea opoziția puternică la sionism și dovada înfloririi unei identități naționaliste palestiniene poate fi găsită în cuprinsul ziarelor de limbă arabă din Palestina precum Al-Karmil (înființat în 1908) și Falastin (înființat în  1911). Falastin se concentra inițial pe critica sionismului în contextul neputinței administrației Imperiului Otoman de a controla imigrarea evreiască și largul influx de străini, iar mai târziu a explorat impactul achiziționării sioniste de terenuri asupra țăranilor palestinieni (în arabă فلاحين, felahin), exprimând o îngrijorare crescândă privind deposedarea de terenuri și implicațiile ei pentru societatea palestiniană în general.
Primele organizații naționaliste palestiniene au apărut la sfârșitul Primului Război Mondial. Două facțiuni politice au ieșit în evidență: al-Muntada al-Adabi, dominată de familia Nashashibi, care milita pentru promovarea limbii și culturii arabe, pentru apărarea valorilor islamice și pentru o Sirie și o Palestină independente; iar în Damasc, al-Nadi al-Arabi, dominată de familia Husseini, care apăra aceleași valori.
Analele istorice continuă să arate o întrepătrundere între identitățile și naționalismul „arab” și „palestinian”. Ideea unui stat palestinian unic, separat de vecinii săi arabi, a fost inițial respinsă de reprezentanții palestinieni. Primul congres al asociațiilor musulmano-creștine, desfășurat în Ierusalim, în februarie 1919, convocat cu scopul alegerii reprezentanților arabilor palestinieni pentru Conferința de Pace de la Paris, a adoptat următoarea rezoluție: „Considerăm Palestina ca fiind parte a Siriei arabe, deoarece nu a fost niciodată separată de ea. Suntem conectați cu ea prin legături naționale, religioase, lingvistice, naturale, economice și geografice”.
După tulburările de Nebi Musa, Conferința de la San Remo și eșecul lui Faisal de a fonda Regatul Siriei Mari, o formă distinctă de naționalism arab palestinian a prins rădăcini între aprilie și iulie 1920. După căderea Imperiului Otoman și cucerirea franceză a Siriei, evenimente concomitente cu cucerirea britanică și administrarea Palestinei, fostul primar pan-sirian al Ierusalimului, Musa Qasim Pașa al-Husseini, a spus: „acum, după evenimentele recente de la Damasc, trebuie să schimbăm complet planurile noastre de aici. Siria de sud nu mai există. Trebuie să apărăm Palestina.”
Conflictul dintre naționaliștii palestinieni și diversele tipuri de pan-arabiști a continuat în timpul Mandatului Britanic, dar aceștia din urmă au devenit din ce în ce mai marginalizați. În acea perioadă, doi lideri proeminenți ai naționaliștilor palestinieni erau Mohammad Amin al-Husseini, Marele Muftiu al Ierusalimului, numit în funcție de britanici, și Ezzedin Al-Qassam.

## Intensificarea naționalismului palestinian

Zonă alocată unui stat evreu
Zonă alocată unui stat arab
Corpus separatum pentru Ierusalim

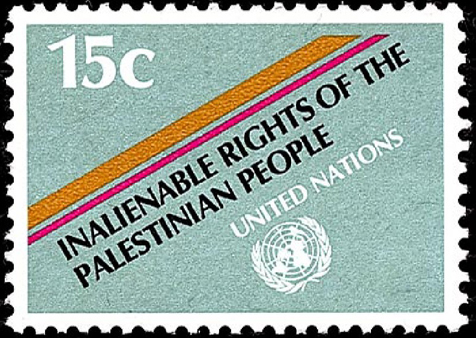
Timbru al ONU emis pentru comemorarea luptei palestinienilor.

Un stat independent palestinian nu a exercitat niciodată suveranitate completă asupra teritoriilor locuite de palestinieni în epoca modernă. Palestina a fost administrată de Imperiul Otoman până la Primul Război Mondial, apoi gestionată de autoritățile mandatare britanice. Israelul a fost înființat în părți din Palestina în 1948, iar în urma războiului arabo-israelian din 1948 Cisiordania a fost anexată de Iordania, iar Fâșia Gaza de către Egipt, ambele țări continuând să administreze aceste teritorii până când Israelul le-a ocupat în Războiul de Șase Zile. Istoricul israelian Avi Shlaim subliniază că lipsa de suveranitate a palestinienilor asupra terenului a fost folosită de Israel pentru a le nega drepturile [la autodeterminare].
Astăzi, dreptul palestinienilor la autodeterminare a fost confirmat de Adunarea Generală a Națiunilor Unite, de Curtea Internațională de Justiție și de unele autorități israeliene. În total, 133 de țări au recunoscut Palestina ca stat. Totuși, suveranitatea palestiniană asupra zonelor revendicate ca parte a statului palestinian rămâne limitată, iar granițele acestui stat rămân un subiect de conflict între palestinieni și israelieni.

### Mandatul britanic (1917–48)

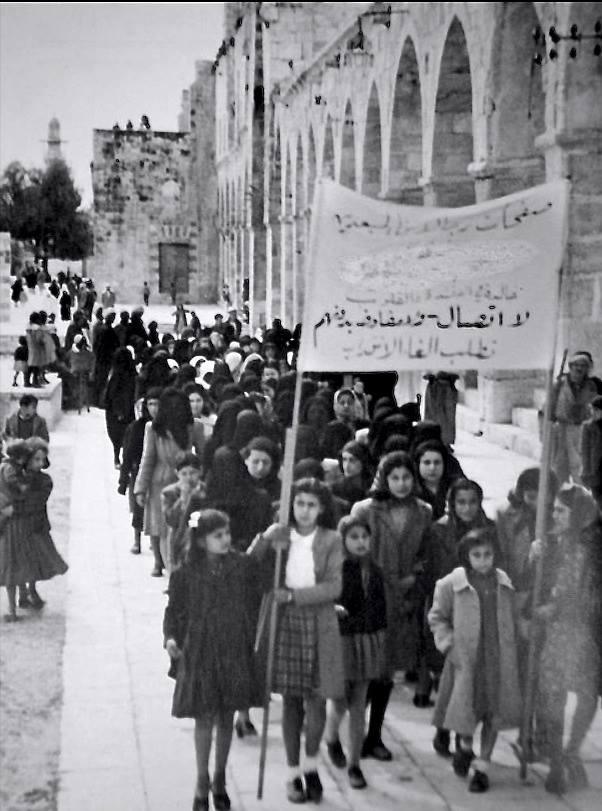
Femei palestiniene protestând în 1930 la Ierusalim contra Mandatului britanic. Pe pancarte scrie „Nu dialogului, nu negocierilor până la încetarea [Mandatului]”.

Articolul 22 al Pactului Societății Națiunilor a conferit un statut legal internațional teritoriilor și popoarelor care au încetat să se mai afle sub suveranitatea Imperiului Otoman, ca parte a unui „trust sacru al civilizației”. Articolul 7 al Mandatului Societății Națiunilor solicita înființarea unei naționalități palestiniene noi, separate, pentru locuitorii Palestinei. Aceasta însemna că palestinienii nu au devenit cetățeni britanici și că Palestina nu a fost anexată la dominioanele britanice. Documentul Mandatului britanic împărțea populația între evrei și neevrei, respectiv britanici, iar puterea mandatară considera populația palestiniană a fi compusă din grupuri religioase, nu naționale. Drept consecință, recensămintele guvernamentale din 1922 și 1931 i-au caracterizat pe palestinieni din punct de vedere confesional ca musulmani, creștini și evrei, categoria „arabi” lipsind.
După ce generalul britanic Louis Bols a citit Declarația Balfour, în februarie 1920, circa 1.500 de palestinieni au demonstrat pe străzile Ierusalimului. O lună mai târziu, în timpul revoltelor de Nebi Musa din 1920, protestele împotriva regimului britanic și a imigrației evreiești au devenit violente și Bols a interzis toate demonstrațiile. Totuși, în mai 1921, alte revolte antievreiești au izbucnit în Jaffa și zeci de arabi și evrei au fost uciși în confruntări.
Articolele Mandatului britanic menționau drepturile civile și religioase ale comunităților neevreiești din Palestina, dar nu și statutul lor politic. La Conferința de la San Remo s-a decis acceptarea textului acelor articole, introducându-se în procesul-verbal al conferinței un angajament al Puterii Mandatare că acest lucru nu va implica pierderea niciunuia dintre drepturile de care se bucuraseră până atunci comunitățile neevreiești din Palestina. În 1922, autoritățile britanice din Palestina Mandatară au propus un proiect de constituție care ar fi garantat reprezentarea palestinienilor arabi într-un Consiliu Legislativ, cu condiția ca ei să accepte termenii mandatului. Delegația palestinienilor arabi a respins propunerea ca „total nesatisfăcătoare”, notând că „poporul Palestinei” nu poate accepta includerea Declarației Balfour în preambulul constituției ca bază de discuții. În plus, delegația a contestat desemnarea Palestinei drept colonie britanică „de ordin inferior”. Circa 10 ani mai târziu, arabii au încercat să-i convingă pe britanici să ofere o instituție juridică arabă, dar fără succes.
După uciderea șeicului Ezzedin Al-Qassam de către britanici în 1935, adepții lui au inițiat revolta din 1936–1939, care a început cu o grevă generală în Jaffa și atacarea reședințelor și instituțiilor evreiești și britanice din Nablus. Înaltul Comitet Arab a chemat la o grevă generală la nivel național, la neplata taxelor și la închiderea consiliilor municipale, și a cerut încetarea imigrației evreiești și o interdicție a vânzării de terenuri către evrei. Spre sfârșitul anului 1936, mișcarea a devenit o revoltă națională, iar rezistența a crescut în 1937 și 1938. Drept răspuns, britanicii au declarat legea marțială, au dizolvat Înaltul Comitet Arab și au arestat oficiali din Consiliul Islamic Suprem aflați în spatele revoltei. Până în 1939, circa 5.000 de arabi fuseseră uciși în acțiunile britanice menite să zdrobească revolta, iar peste 15.000 fuseseră răniți.

### „Anii pierduți” (1948–1967)

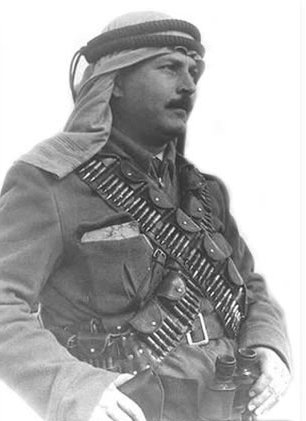
Abdel Kader al-Husseini, conducătorul Armatei Războiului Sfânt, în 1948

După războiul din 1948 și exodul palestinian care i-a urmat, cunoscut ca „Al Nakba” („Catastrofa”), a urmat o lungă pauză în activitatea politică palestiniană. Khalidi o atribuie evenimentelor traumatice din 1947-1949, care au inclus depopularea a peste 400 de orașe și sate și crearea a sute de mii de refugiați. 418 sate au fost rase de pe suprafața pământului de israelieni, 46.367 de clădiri, 123 de școli, 1.233 de moschee, 8 biserici și 68 de altare, multe având o istorie îndelungată, au fost distruse de forțele israeliene. În plus, palestinienii au pierdut între 1,5 și 2 milioane de acri de teren, circa 150.000 de locuințe urbane și rurale și 23.000 de structuri comerciale precum magazine și birouri. Estimări recente privind confiscările de proprietăți palestiniene de către Israel începând din 1948 și până în prezent au condus la concluzia că palestinienii au suferit pierderi nete în bunuri de 300 miliarde de dolari.
Acele regiuni ale Palestinei Mandatare care nu au devenit parte a nou-declaratului stat Israel au fost ocupate de Egipt sau anexate de Iordania. La Conferința de la Ierihon, din 1 decembrie 1948, 2.000 de delegați palestinieni au sprijinit o rezoluție chemând la „unificarea Palestinei și Transiordaniei ca un prim pas spre deplina unitate arabă”. În timpul a ceea ce Khalidi a numit „anii pierduți” care au urmat, palestinienilor le-a lipsit un centru de greutate, fiind divizați între Israel, Egipt, Iordania, Siria, Liban și așa mai departe.
Istoricul israelian Efraim Karsh este de părere că identitatea palestiniană nu s-a dezvoltat decât după războiul din 1967, deoarece exodul palestinian din 1948 a fracturat atât de puternic societatea palestiniană încât a făcut imposibilă solidificarea identității naționale. Între 1948 și 1967, iordanienii și alte țări arabe care găzduiau refugiați arabi din Palestina/Israel au redus la tăcere orice expresie a identității palestiniene, iar Iordania și Egiptul au continuat să ocupe pământurile palestinienilor până când acestea au fost cucerite de Israel, în 1967. Anexarea formală a Cisiordaniei de către Iordania în 1950, urmată de acordarea cetățeniei iordaniene palestinienilor care locuiau pe malul de vest al Iordanului, au înăbușit și mai tare identitatea națională palestiniană prin integrarea palestinienilor în societatea iordaniană.
În anii 1950, o nouă generație de grupări și mișcări naționaliste palestiniene a început să se organizeze clandestin, apărând pe scena publică în anii 1960. Elita tradițională palestiniană, care dominase negocierile cu britanicii și cu sioniștii în timpul Mandatului și care era în mod covârșitor considerată responsabilă pentru pierderea Palestinei, a fost înlocuită de aceste noi mișcări, ai cărei recruți proveneau în general din clasele sărace sau mijlocii și erau adesea studenți sau tineri absolvenți ai universităților din Cairo, Beirut sau Damasc. Puterea ideologiei pan-arabe lansate de Gamal Abdel Nasser — populară printre palestinieni, pentru care arabismul era deja o componentă importantă a identității lor — a început să pună în umbră identitățile statelor arabe separate pe care le subsuma.

### 1967–prezent

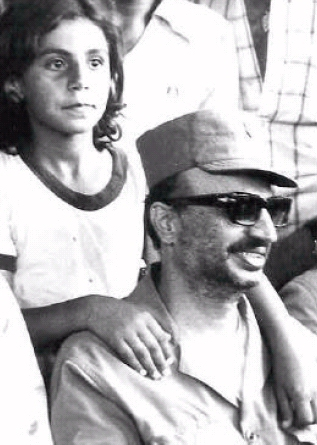
Yasser Arafat, liderul OEP, într-o tabără de refugiați palestinieni din Libanul de Sud, în 1978

Începând din 1967, palestinienii din Cisiordania și Fâșia Gaza au trăit sub ocupație militară israeliană, care a creat, conform lui Avram Bornstein, o carceralizare a societății lor. Între timp, pan-arabismul ca aspect al identității palestiniene s-a estompat. Ocupația israeliană a Fâșiei Gaza și Cisiordaniei a declanșat un al doilea exod palestinian și a fracturat grupările politice și militante palestiniene, obligându-le să renunțe și la ultimele speranțe în pan-arabism. Ele au început să se strângă în jurul Organizației pentru Eliberarea Palestinei (OEP), care fusese înființată la Cairo, în 1964. Gruparea a crescut în popularitate în anii următori, mai ales sub conducerea de orientare naționalistă a lui Yasser Arafat. Principalul curent naționalist palestinian secular s-a grupat sub umbrela OEP, ale cărei organizații fondatoare au inclus Fatah și Frontul Popular pentru Eliberarea Palestinei, precum și alte grupări care, la acea vreme, considerau că violența politică este singura cale de „eliberare” a Palestinei. Aceste grupări au promovat o idee apărută în anii 1960, conform căreia naționalismul palestinian ar avea adânci rădăcini istorice, și ai cărei avocați extremi descopereau urmele unei conștiințe și identități naționaliste palestiniene de-a lungul secolelor și chiar mileniilor istoriei Palestinei, când o asemenea conștiință este de fapt relativ modernă.
Bătălia de la Karameh și evenimentele cunoscute ca Septembrie negru au contribuit la sporirea sprijinului palestinienilor pentru aceste grupări, în special printre palestinienii aflați în exil. În același timp, printre palestinienii din Gaza și Cisiordania s-a înfiripat o temă ideologică nouă, cunoscută ca sumud („dârzenie”, „stăruință”, „fermitate”), care a devenit strategia populară palestiniană adoptată din 1967 până în prezent. Pornind de la un concept strâns legat de teren, agricultură și autohtonism, imaginea ideală a palestinianului promovată de această dată era cea a unui țăran (în arabă felah) care stă ferm pe pământul lui, refuzând să plece. Strategie mai pasivă față de cea adoptată de „fedainii” palestinieni, sumud furniza un subtext important narațiunii luptătorului, „simbolizând continuitate și legături cu pământul, cu agricultura și cu modul rural de viață”.
În 1974, OEP a fost recunoscută de statele arabe ca singurul reprezentant legitim al poporului palestinian și i s-a acordat, în același an, statut de observator ca mișcare națională de eliberare de către Națiunile Unite. Israelul a respins rezoluția, catalogând-o „rușinoasă”. Într-un discurs în Knesset, viceprim-ministrul și ministrul de Externe Yigal Allon a prezentat opinia guvernului israelian: „nimeni nu se poate aștepta să recunoaștem organizația teroristă numită OEP ca reprezentându-i pe palestinieni — pentru că nu-i reprezintă. Nimeni nu se poate aștepta să negociem cu liderii bandelor teroriste care, prin ideologia și acțiunile lor, încearcă să lichideze Statul Israel.”
În 1975, Națiunile Unite au înființat un organism subsidiar, Comitetul pentru exercitarea drepturilor inalienabile ale poporului palestinian, care să recomande un program de implementat care să permită poporului palestinian să-și exercite independența națională, suveranitatea și dreptul la autodeterminare fără interferențe externe, și care să faciliteze întoarcerea refugiaților palestinieni la casele și proprietățile lor.
Prima Intifada (1987–1993) a fost prima revoltă populară palestiniană împotriva ocupației israeliene începute în 1967. A urmat declararea, în 1988, a proclamării de către OEP a Statului Palestina, iar aceste evenimente au condus la întărirea identității naționale palestiniene. După Războiul din Golf, din 1991, autoritățile kuweitiene au forțat circa 200.000 de palestinieni să părăsească Kuweitul. Acțiunea autorităților kuweitiene a fost motivată parțial de sprijinul arătat de Yasser Arafat lui Saddam Hussein.
Acordurile de la Oslo, primul tratat interimar de pace israeliano–palestinian, au fost semnate în 1993. Procesul era prevăzut să dureze cinci ani și să se sfârșească în 1999, când forțele israeliene au început să se retragă din Fâșia Gaza și din zona adiacentă Ierihonului. Expirarea acestui termen fără ca Israelul să recunoască statul palestinian și fără încetarea ocupației a fost urmată de A doua Intifada, în 2000. Aceasta a fost mai violentă decât prima. Curtea Internațională de Justiție a remarcat că, deoarece guvernul israelian a recunoscut OEP ca reprezentanta poporului palestinian, existența acestuia nu mai prezintă nici un dubiu. Curtea a notat că acordul interimar israeliano-palestinian asupra Cisiordaniei și Fâșiei Gaza, din 28 septembrie 1995, s-a referit și el de câteva ori la poporul palestinian și „drepturile sale legitime”. Conform lui Thomas Giegerich, cu privire la dreptul poporului palestinian de a forma un stat suveran independent, „Dreptul la autodeterminare conferă în mod colectiv poporului palestinian dreptul inalienabil de a-și stabili liber statutul politic, în timp ce Israelul, recunoscând palestinienii ca popor separat, este obligat să promoveze și să respecte acest drept, în conformitate cu Carta Națiunilor Unite”.

## Origini
Originile palestinienilor sunt complexe și diverse. Regiunea nu a fost inițial arabă — arabizarea a fost o consecință a includerii Palestinei în cadrul Imperiului Arab, aflat în expansiune rapidă, după ce teritoriul său fusese cucerit de triburile arabe și aliații lor locali în primul mileniu, cu precădere în timpul cuceririi islamice a Siriei din secolul al VII-lea. Palestina, pe atunci o regiune elenizată controlată de Imperiul Bizantin, cu o numeroasă populație creștină, a căzut sub influența politică și culturală a dinastiilor musulmane vorbitoare de arabă, inclusiv Dinastia Ayyubidă kurdă. De la cucerire și până în secolul al XI-lea, jumătate din populația creștină a lumii a trăit sub noua ordine musulmană și n-a existat în toată această perioadă nici o încercare de convertire a ei. De-a lungul timpului totuși, o mare parte a populației Palestinei a fost arabizată și gradual convertită la islam. Populații arabe au existat în Palestina și anterior cuceririi, iar unele din acele triburi arabe și beduine au luptat ca aliate ale Bizanțului împotriva invaziei, pe care dovezile arheologice o indică a fi fost de fapt o „cucerire pașnică”, în care nou-veniților li s-a permis să se stabilească în vechile zone urbane. Teoriile privind declinul populației, suplinit de importul de populații străine, nu sunt confirmate de descoperirile arheologice. Precum în cazul altor națiuni arabe „arabizate”, identitatea palestinienilor, bazată în mare parte pe afilierea lingvistică și culturală, este independentă de existența oricăror origini arabe.
Populația palestiniană a crescut în mod dramatic. Timp de câteva secole din perioada otomană populația Palestinei a scăzut și a fluctuat între 150.000 și 250.000 de locuitori, și abia în secolul al XIX-lea a avut loc o creștere rapidă a numărului de locuitori.

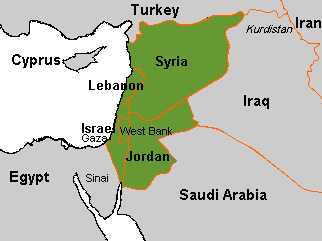
Levantul modern
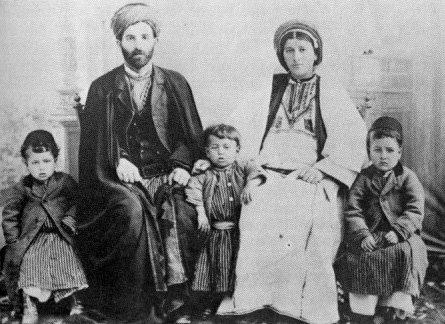
O familie palestiniană creștină din Ramallah, Palestina otomană, 1905.

### Influențe pre-arabe și islamice
În timp ce cultura palestiniană este în primul rând arabă și islamică, mulți palestinieni se identifică cu primele civilizații care au locuit pământul Palestinei. Conform lui Walid Khalidi, în vremurile otomane „palestinienii se considerau descendenții nu doar ai cuceritorilor arabi din secolul al XVII-lea, dar și ai popoarelor autohtone care au locuit în țară din vremuri imemoriale”.
În mod similar, Ali Qleibo, un antropolog palestinian, a scris că:
„De-a lungul istoriei, diverse popoare s-au mutat în regiune și au făcut din Palestina casa lor: canaaniți, iebusiți, filisteni din Creta, greci din Anatolia și Lidia, evrei, amoriți, edomiți, nabateeni, aramei, romani, arabi, cruciați vest-europeni și mulți alții. Aceste popoare s-au stabilit în diverse regiuni care s-au suprapus în timp și au concurat pentru suveranitate și pământuri. Alții, precum vechii egipteni, hitiții, perșii, babilonienii și mongolii, au fost 'evenimente' istorice ale căror ocupații succesive au avut același efect devastator precum un cutremur major ... Precum stelele căzătoare, diversele culturi au strălucit pentru o scurtă vreme înainte să se stingă din analele istorice și culturale ale Palestinei. Poporul, totuși, a supraviețuit. Cu obiceiurile și tradițiile lor, fosile ale acestor străvechi civilizații au supraviețuit până în epoca modernă — fie ea și modernitate camuflată sub smalțul islamului și culturii arabe.”
George Antonius, fondatorul istoriei naționalismului arab modern, a scris în cartea sa din 1938, The Arab Awakening: 
„Legătura arabilor cu Palestina datează fără întrerupere din cele mai vechi perioade istorice, deoarece termenul 'arab' [în Palestina] se referă astăzi nu doar la cei veniți din Peninsula Arabă și care au ocupat țara în secolul al VII-lea, dar și la străvechile populații care s-au contopit cu cuceritorii lor, adoptându-le limba, obiceiurile și modul de gândire, și care au devenit astfel complet arabizate.”

Istoricul american Bernard Lewis a scris: 
„Cu certitudine, în Palestina, precum oriunde în Orientul Mijlociu, printre strămoșii locuitorilor moderni se află și cei care au trăit în țară din antichitate. La fel de cert este că amestecul demografic a fost puternic modificat de migrație, deportări, imigrație și colonizare. Acest lucru este cu atât mai adevărat în Palestina, unde populația a fost transformată de evenimente precum rebeliunea evreilor împotriva Romei și reprimarea sa, cucerirea arabă, sosirea și plecarea cruciaților, devastarea și recolonizarea regiunilor litorale de către regimurile mameluc și turc și, începând din secolul al XIX-lea, de migrații pe scară largă din interiorul, cât și din exteriorul regiunii. Prin invazii și deportări și prin schimbări succesive de regimuri și culturi, aspectul populației palestiniene s-a modificat de câteva ori. Fără îndoială, locuitorii originali nu au dispărut niciodată complet, dar în decursul timpului ei au fost succesiv iudaizați, creștinați și islamizați. Limba lor a fost transformată în ebraică, apoi aramaică, iar în final în arabă.”

### Canaanism
Afirmații emanând din anumite cercuri ale societății palestiniene și ale sprijinitorilor ei, sugerând că palestinienii au legături ancestrale directe cu vechii canaaniți, fără o legătură intermediară cu israeliții, au fost o sursă de dispute în contextul mai larg al conflictului israeliano–palestinian. Bernard Lewis nota că „rescrierea trecutului este folosită în mod obișnuit pentru atingerea unor anumite scopuri politice ... Sărind peste israeliții biblici și revendicând înrudirea direct cu canaaniții, locuitorii preisraeliți ai Palestinei, devine posibilă construirea unei revendicări istorice anterioare promisiunii biblice făcute evreilor”.
Unii cercetători palestinieni, precum Zakariyya Muhammad, au criticat argumentele pro-palestiniene bazate pe genealogia canaanită, sau ceea ce el numește „ideologia canaanită”. El o consideră „un moft intelectual, fără nici o legătură cu preocupările oamenilor obișnuiți”. Considerând că motivul ei este dorința de a preceda revendicările naționale evreiești, el descrie canaanismul drept o „ideologie pierzătoare”, indiferent dacă factuală sau nu, „atunci când este folosită pentru a gestiona conflictul nostru cu mișcarea sionistă”, deoarece canaanismul „recunoaște a priori teza centrală a sionismului. Și anume că am fost implicați într-un conflict peren cu sionismul - și, prin urmare, cu prezența evreiască în Palestina - de la Regatul lui Solomon și mai înainte ... astfel, dintr-o singură lovitură, canaanismul anulează presupunerea că sionismul este o mișcare europeană, propulsată de necesitățile europene moderne...”
Comentând implicațiile ideologiei canaanite, Eric M. Meyers, un istoric al religiilor de la Duke University, a scris:
„Care este semnificația descendenței palestinienilor din canaaniți? Într-o reconstrucție timpurie, mai conservatoare, a istoriei, poate fi spus că acest lucru nu face decât să confirme vrăjmășia istorică dintre Israel și inamicii săi. Totuși, unii istorici cred că Israelul s-a ivit cu adevărat din comunitatea canaanită (semiții de nord-vest) și s-a aliat cu elemente canaanite împotriva orașelor-state și elitei Canaanului. În momentul în care au fost lipsiți de drepturi de către aceste orașe-state și de către elite, israeliții și unii canaaniți obișnuiți s-au aliat pentru a contesta hegemonia conducătorilor orașelor-state și au făurit o nouă identitate în țara deluroasă, bazată pe principii egalitariste și pe amenințarea comună venită din afară. Aceasta este altă ironie în politicile moderne: palestinienii sunt cu adevărat frați de sânge sau veri cu israelienii moderni — ei sunt cu toții descendenții lui Abraham și Ishmael, ca să spunem așa”.

### Relația cu poporul evreu

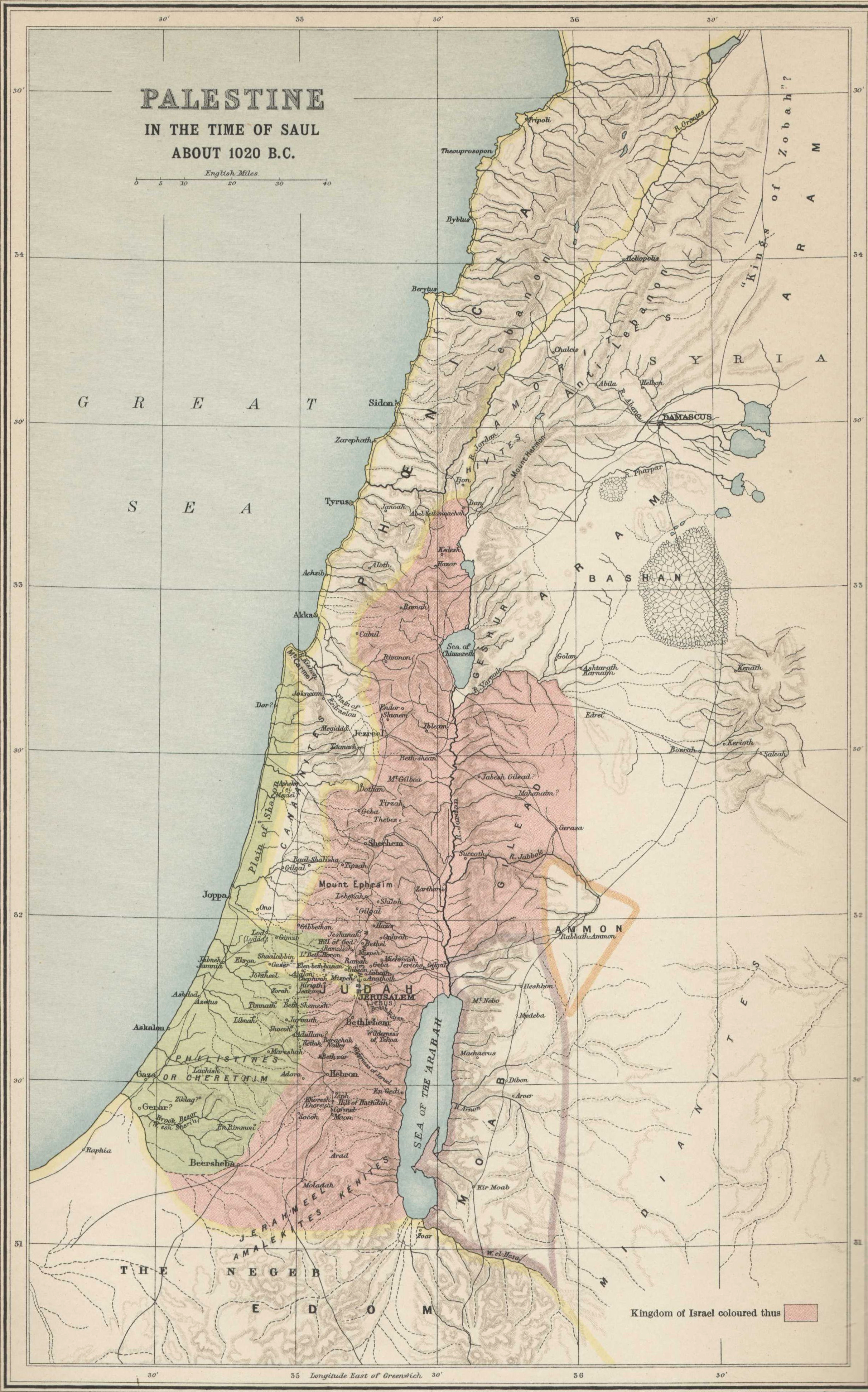
Hartă a Palestinei din timpul lui Saul, cca. 1020 î.C., conform atlasului lui George Adam Smith.

Mai mulți sioniști din perioada anterioară Mandatului Palestinei, de la Ahad Ha'am și Ber Borochov, până la David Ben-Gurion și Ițhak Ben-Țvi, credeau că populația rurală palestiniană descinde din vechii evrei biblici, dar au renunțat la această opinie când implicațiile ei ideologice au devenit problematice. Ahad Ha'am credea că „musulmanii [Palestinei] sunt vechii locuitori ai pământului ... care au devenit creștini odată cu dezvoltarea creștinismului, apoi musulmani, la sosirea islamului”. Israel Belkind, fondatorul mișcării Bilu a afirmat și el că arabii palestinieni sunt frații de sânge ai evreilor. Ber Borochov, unul dintre principalii arhitecți ideologici ai sionismului marxist, susținea, în 1905, că „felahii din Eretz-Israel sunt urmașii rămășițelor comunității agricole evreiești”, considerându-i „urmașii vechilor locuitori evrei, împreună cu un mic amestec de sânge arab”. El mai considera că populația rurală palestiniană va îmbrățișa sionismul și că lipsa unei conștiințe naționale cristalizate printre arabii palestinieni va duce la probabila lor asimilare în noul naționalism evreiesc, iar arabii și evreii se vor uni în lupta de clasă. David Ben-Gurion și Ițhak Ben-Țvi, care au devenit ulterior primul prim-ministru, respectiv al doilea președinte al Israelului, au sugerat într-un articol de ziar scris în idiș, în 1918, că țăranii palestinieni și modul lor de viață erau dovada istorică vie privind practicile israeliților din perioada biblică. Salim Tamari nota că „implicațiile ideologice ale acestei opinii au devenit foarte problematice și au fost curând retrase din circulație”. Tamari mai constata paradoxurile produse de căutarea de către aceste personalități sioniste a rădăcinilor „nativiste”, în special de către urmașii canaaniști ai lui Yonatan Ratosh, care intenționau să înlocuiască „vechea” identitate a poporului evreu în diaspora cu un naționalism care-i includea și pe locuitorii din acel moment ai Palestinei.
În cartea sa despre palestinieni, Arabii din Eretz-Israel, Israel Belkind avansează ideea că părăsirea de către evrei a Țării Israel după distrugerea celui de-Al Doilea Templu de către împăratul roman Titus este „o eroare istorică” ce trebuie corectată. În timp ce a dispersat prin lume cea mai mare parte a comunității evreiești, acei „truditori care au rămas atașați de pământul lor” și au rămas în Palestina au fost în final convertiți la creștinism, apoi la islam. De aceea, el a propus ca această greșeală istorică să fie corectată prin acceptarea palestinienilor drept unii de-ai lor și a propus deschiderea de școli evreiești pentru arabii musulmani, în care acestora să li se predea arabă, ebraică și noțiuni de cultură generală. Tsvi Misinai, un cercetător și antreprenor israelian, adept al unei soluții alternative controversate pentru conflictul israeliano-palestinian, estimează că circa 90% dintre palestinienii trăind în Israel și teritoriile ocupate (inclusiv cetățenii arabi ai Israelului și beduinii din Negev) sunt urmașii populației evreiești israelite rurale care a rămas în țară după ce alții, cea mai mare parte a lor orășeni, au fost exilați sau au plecat singuri.

### Arabizarea Palestinei
Termenul „arab”, precum și prezența arabilor în deșertul sirian și Cornul abundenței, sunt semnalate prima dată în surse asiriene din secolul al XIX-lea î.C. (Eph'al 1984). Sudul Palestinei avea deja, în secolul al IV-lea î.C., o largă populație edomită și arabă. Dovezi rupestre scrijelite de-a lungul unui mileniu în zonele periferice ale Palestinei, precum Golan și Negev, arată o prevalență a numelor arabe față de cele aramaice începând din perioada ahemenidă, anii 550-330 î.C.. Beduinii au migrat în valuri în Palestina începând cel puțin cu secolul al VII-lea, după cucerirea islamică. Unii dintre ei, precum arabii al-Sakhr, așezați la sud de Marea Galileei, își află originile în Hidjaz sau Najd din Peninsula Arabă, în timp ce beduinii Ghazawiyya par să se tragă din triburile Misl al-Jizel din Platoul Hauran. Ei vorbesc dialecte arabe distincte din Galileea și Negev.
După cucerirea Levantului de către arabii musulmani Rashidun, fostele limbi dominante ale regiunii, aramaica și greaca, au fost înlocuite gradual de limba arabă introdusă de noua administrație a minorității cuceritoare. Printre supraviețuitorii culturali din perioada preislamică se află semnificativa comunitate palestiniană creștină, care reprezintă aproximativ 10% din populația totală din Palestina în ultimii ani ai Imperiului Otoman și 45% din cetățenii Ierusalimului, comunități evreiești și samaritene mai mici, precum și un strat aramaic în unele din dialectele palestiniene arabe locale.
Creștinii par să fi rămas majoritari sub stăpânire musulmană în cea mai mare parte a Palestinei și Siriei până la Cruciade. Cucerirea inițială din anii 630 le-a garantat libertatea religioasă și a îmbunătățit-o pe cea a evreilor și samaritenilor. Invadatorii franci n-au făcut distincție între creștinii autohtoni, considerați eretici de ritul latin, evrei și musulmani, măcelărindu-i fără discriminare. Confiscarea de către cruciați de la biserica ortodoxă a unor locuri sfinte precum Biserica Nașterii Domnului din Ierusalim și Biserica Sfântului Mormânt din Betleem a fost unul dintre factorii care au alienat profund comunitatea creștină tradițională, care a căutat ajutor la musulmani. Când Saladin i-a alungat pe cruciați, el a predat controlul acestor locuri sfinte comunității creștine ortodoxe. Odată cu politicile de împilare ale cruciaților, invaziile mongole și creșterea puterii mamelucilor au fost momentele cheie care au definit soarta creștinătății în regiune. Mulți creștini s-au aliat cu mongolii, iar congregațiile lor au fost considerabil reduse numeric sub mameluci. Au fost instituite reguli mai stricte pentru a controla comunitățile creștine, animozitățile teologice au crescut, iar procesul de arabizare și islamizare s-a întărit, ajutat și de influxul de triburi nomade beduine din secolele XIII-XIV.
Sătenii palestinieni își revendică în general originile familiilor lor (hamula) în Peninsula Arabică. Mulți recunosc totuși descendența lor din triburile nomade arabe care au migrat în Palestina în timpul sau la puțină vreme după cucerirea islamică. Prin aceste revendicări ei se conectează la narațiunea mai mare a civilizației arabo-islamice, care le atribuie astfel origini mai valoroase din punct de vedere socio-cultural decât genealogia unei obârșii străvechi sau preislamice. Dar chiar și acești palestinieni consideră că i-au precedat istoric pe evrei, pe care îi consideră europeni care au început să imigreze în Palestina abia în secolul al XIX-lea.
Multe familii palestiniene de frunte (a'yan) își pot urmări genealogia până la triburile din Peninsula Arabică așezate în regiune după cucerirea musulmană. Acestea includ familiile Nuseibeh din Ierusalim, Tamimi din Nabi Salih sau Barghouti din Bani Zeid. Familiile Shawish, al-Husseini și Al-Zayadina își pot urmări originile până la Mahomed, prin nepoții acestuia, Husayn ibn Ali și Hassan ibn Ali.
Arabii din Palestina, creștini sau musulmani, sedentari sau beduini, sunt împărțiți din punct de vedere istoric în facțiunile Qais și Yaman. Aceste diviziuni își au originile în rivalitățile feudale tribale preislamice dintre arabii de nord (Qaisiți) și cei de sud (Yamaniți). Disputa dintre cele două confederații tribale s-a răspândit, odată cu cuceririle lor, în toată lumea arabă, implicând și familiile neutre, astfel că populația Palestinei a ajuns să se identifice cu o facțiune sau alta. Conflictele lor au continuat și după războiul civil din Palestina din secolul al VIII-lea, până la începutul secolului al XX-lea, și au dat naștere unor diferențe de obiceiuri, tradiții și dialecte care s-au păstrat până în zilele noastre.
Beit Sahour a fost prima așezare înființată, în secolul al XIV-lea, de câteva familii (hamula) musulmane și creștine din Wadi Musa, o localitate din Iordania. Acestea erau familia creștină Jaraisa și cele musulmane Shaybat și Jubran, care veniseră să lucreze ca păstori pentru proprietarii creștini de terenuri din Betleem. Acestor familii li s-au alăturat mai apoi imigranți ortodocși de rit grecesc din Egipt, în secolele XVII-XVIII.

### ADN și studii genetice

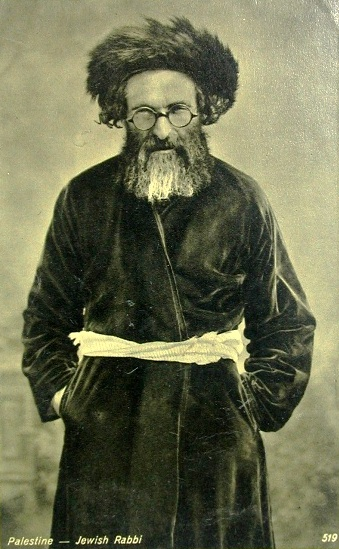
Rabin în Palestina, cca. 1930

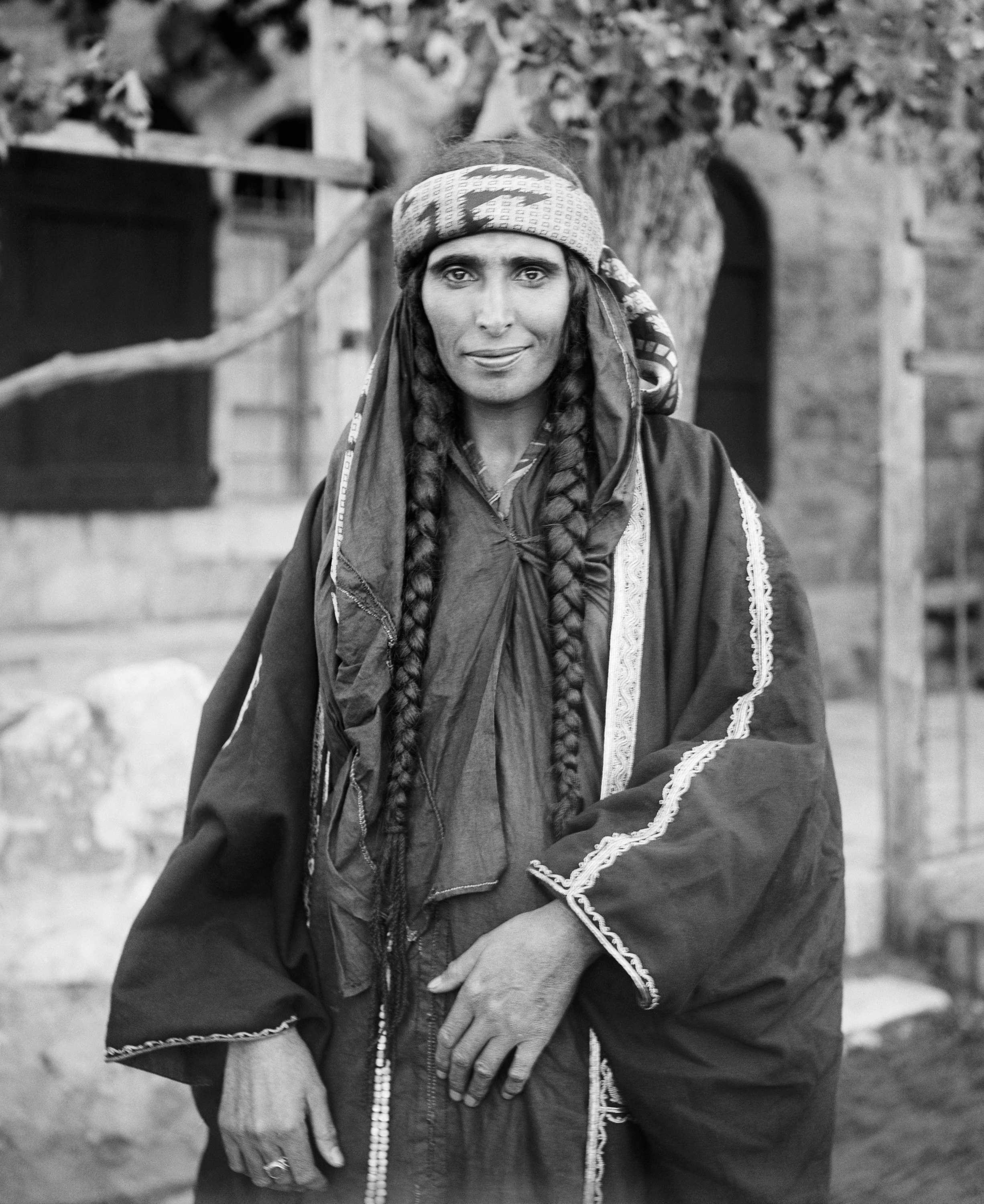
Femeie beduină în Ierusalim, 1898–1914

Recent, mai multe studii genetice au demonstrat că, cel puțin pe linie paternă, majoritatea diferitelor diviziuni etnice evreiești și palestinienii – precum și alți levantini – sunt mai apropiați genetic unii de ceilalți decât evreii de populațiile din țările lor gazdă. Mulți palestinieni chiar se referă la evrei ca la awlâd 'ammnâ, verii lor paterni.
Un studiu ADN efectuat de profesorul Almut Nebel a descoperit similitudini substanțiale între arabii israelieni și palestinieni și evreii așkenazi și sefarzi. O mică, dar statistic substanțială diferență a fost găsită în distribuțiile haplogrupurilor cromozomului Y ale evreilor sefarzi și palestinienilor, dar nici o diferență substanțială nu a fost găsită între evreii așkenazi și palestinieni sau între cele două comunități evreiești. Totuși, un grup foarte distinct a fost descoperit în haplotipurile palestinienilor. 32% din cei 143 de cromozomi Y studiați ai arabilor aparțin acestei „încrengături I&P arabe”, care conține doar un cromozom ne-arab, acela al unui evreu sefard. Acest lucru poate fi atribuit izolării geografice a evreilor sau imigrării triburilor arabe din primul mileniu. Nebel sugerează că „o parte sau posibil majoritatea” palestinienilor musulmani ar proveni din „locuitorii autohtoni, în principal creștini și evrei, care s-au convertit după cucerirea islamică din secolul al VII-lea d.C”. Într-un studiu genetic al haplogrupului cromozomial Y la două populații din Israel și zona administrată de Autoritatea Palestiniană, palestinienii creștini și musulmani prezintă diferențe genetice. Majoritatea creștinilor palestinieni (31.82%) prezentau subdiviziuni ale haplogrupului E1b1b, urmați de subdiviziuni ale G2a (11.36%) și ale J1 (9.09%). Majoritatea palestinienilor musulmani prezentau haplogrupuri J1 (37.82%), urmați de E1b1b (19.33%) și T (5.88%). Studiul a fost efectuat pe un eșantion de 44 de palestinieni creștini și 119 palestinieni musulmani.
Într-un studiu genetic din 2003, beduinii prezentau cea mai înaltă rată (62.5%) a subdiviziunii haplogrupului J-M267 din toate populațiile testate, urmați de arabii palestinieni (38.4%), irakieni (28.2%), evrei așkenazi (14.6%) și evrei sefarzi (11.9%), conform grupului de cercetători condus de Ornella Semino. Populațiile semite, inclusiv evreii, posedă de obicei un exces de cromozom Y J1 în comparație cu alte popoare caracterizate de haplogrupul J al cromozomului Y.
Haplogrupul J1, strămoșul subdiviziunii M267, își are originea în sudul Levantului și a fost inițial răspândit de acolo în Etiopia și Europa în perioada neolitică. La populațiile evreiești, J1 are o rată de circa 15%, iar haplogrupul J2 (M172) este de două ori mai des întâlnit printre evrei ca J1, cu o rată de circa 29%. J1 este cel mai des întâlnit în sudul Levantului, Siria, Irak, Algeria și Peninsula Arabă, și scade semnificativ la granițele cu regiunile nesemite precum Turcia și Iran. O a doua răspândire a haplogrupului J1 a avut loc în secolul al VII-lea d.C., când arabii l-au adus din Peninsula Arabă în nordul Africii.
Haplogrupul J1 al cromozomului Y include haplotipul modal al arabilor din Galileea și al arabilor marocani, precum și haplotipul modal pereche al Cohanim, așa-numitul „haplotip modal Cohan”, reprezentându-i pe urmașii castei preoțești Aaron.
Conform unui studiu din 2010, efectuat de o echipă condusă de Doron M. Behar și intitulat „Structura generală a genomului poporului evreu”, palestinienii testați se înrudesc genetic cu beduinii, iordanienii și saudiții, lucru descris ca fiind „în conformitate cu o origine comună în Peninsula Arabică”. În același an, un studiu efectuat de Gil Atzmon și Harry Ostrer a revelat o similitudine semnificativă în ce privește haplogrupurile cromozomiale Y între arabii israelieni și palestinieni și populațiile evreiești așkenazi și ne-așkenazi, și a tras concluzia că palestinienii sunt, împreună cu beduinii, druzii și grupurile sud-europene, vecinii cei mai apropiați din punct de vedere genetic ai celor mai multe populații evreiești.
Un alt studiu a arătat că palestinienii, precum iordanienii, sirienii, irakienii, turcii și kurzii, prezintă ceea ce pare a fi un flux genic pe linie maternă sub forma unor haplogrupuri de ADN matern din Africa Subsahariană. Din cei 117 de subiecți palestinieni testați, 15 dețineau haplogrupuri materne originare din Africa Subsahariană. Aceste rezultate corespund cu migrațiile femeilor din estul Africii înspre comunitățile din Orientul Apropiat în ultimele câteva mii de ani. Au existat numeroase motive pentru astfel de migrații în această perioadă. Totuși, explicația cea mai probabilă pentru prezența în aceste zone a descendenței pe linie feminină de origine africană este comerțul arab cu sclavi, care a traficat un număr mare de femei africane, asimilate ulterior în regiune în timpul stăpânirii arabe.
Un studiu din 2013, efectuat de un colectiv condus de Suzanne N. Haber, a descoperit că „populațiile predominant musulmane siriene, palestiniene și iordaniene se înrudesc genetic cu alte populații musulmane aflate la distanțe mari, precum Maroc și Yemen”. Autorii explică faptul că „afilierea religioasă a avut un impact puternic asupra genomului levantinilor. În particular, convertirea populațiilor regiunii la islam pare să fi introdus schimbări majore în relațiile populațiilor, prin amestec cu populații similare din punct de vedere cultural, dar îndepărtate din punct de vedere geografic, conducând la similarități genetice între popoare aflate la distanțe remarcabile unele de altele”. Autorii au reconstruit și structura genetică a Levantului preislamic și au realizat că „era mai degrabă similar din punct de vedere genetic europenilor decât populațiilor din Orientul Mijlociu”.

## Demografie
În absența unui recensământ cuprinzător care să includă toate comunitățile palestiniene din diaspora și pe cele care au rămas pe teritoriul a ceea ce a fost Mandatul britanic pentru Palestina, este dificil de stabilit cifra exactă a populației palestiniene. Biroul Central de Statistică Palestinian (BCSP) a anunțat, la sfârșitul anului 2015, că numărul palestinienilor de pe tot globul se cifra în acel moment la 12,37 milioane, din care numărul celor care încă locuiau în Palestina istorică era de 6,22 milioane.
În 2005, o analiză critică a cifrelor și metodologiei BCSP a fost realizată de Grupul de Cercetare Demografică Americano-Israelian (GCDAI). În reportul lui, grupul a susținut că anumite erori în metodologia și ipotezele folosite de BCSP umflau artificial cifrele cu un total de 1,3 milioane de persoane. Cifrele BCSP au fost verificate pe baza unei varietăți de alte surse (spre exemplu, rata natalității declarată pe baza ipotezelor ratei de fertilitate pentru un anumit an a fost comparată cu cifrele Ministerului Sănătății din Palestina, precum și cu cifrele de înscriere la școală ale Ministerului Educației șase ani mai târziu; cifrele privind imigrația au fost comparate cu datele colectate la punctele de trecere a frontierei, etc.). GCDAI a afirmat că erorile descoperite în urma analizei includ: erori privind rata natalității (308.000), erori privind imigrarea și emigrarea (310.000), nerecunoașterea migrației în Israel (105.000), dubla numărătoare a arabilor din Ierusalim (210.000), numărarea foștilor locuitori care trăiau acum peste hotare (325.000) și alte discrepanțe (82.000). Rezultatele cercetării grupului au fost prezentate și în fața Camerei Reprezentanților a Statelor Unite ale Americii, pe 8 martie 2006.
Studiul a fost criticat de Sergio DellaPergola, un demograf de la Universitatea Ebraică din Ierusalim. DellaPergola i-a acuzat pe autorii studiului GCDAI de neînțelegerea principiilor de bază ale demografiei din cauza lipsei lor de calificare în domeniu, dar a admis că nu a luat în considerare emigrarea palestinienilor și că aceasta ar trebui examinată, la fel ca și statisticile Autorității Palestiniene privind natalitatea și mortalitatea.
El a mai acuzat GCDAI de folosire selectivă a datelor și de multiple erori sistematice în analiza lor, afirmând că autorii au presupus registrul electoral palestinian ca fiind complet, chiar dacă înregistrarea este opțională, și că au utilizat o nerealist de scăzută rată a fertilității totale (o abstracție statistică a nașterilor calculate pentru fiecare femeie) pentru a reanaliza datele într-o „eroare circulară tipică”. DellaPergola a estimat populația palestiniană din Cisiodania și Gaza la sfârșitul anului 2005 la 3,33 milioane de persoane, sau la 3,57 milioane în cazul includerii și a Ierusalimului de Est. Aceste cifre erau doar cu puțin mai mici decât cifrele oficiale palestiniene. Administrația Civilă Israeliană a avansat un număr de 2.657.029 de palestinieni în Cisiordania, în mai 2012.
Studiul GCDAI a fost criticat și de profesorul Ian Lustick, care i-a acuzat pe autori de multiple erori metodologice și de partizanat politic.
În 2009, la solicitarea Organizației pentru Eliberarea Palestinei, „Iordania a revocat cetățenia a mii de palestinieni pentru a-i împiedica să rămână permanent în țară”.
Mulți palestinieni s-au stabilit în Statele Unite ale Americii, în particular în zona Chicago.
În total, se estimează că 600.000 de palestinieni locuiesc în cele două Americi. Emigrarea palestiniană în America de Sud a început din motive economice care preced conflictul arabo-israelian, dar a continuat să crească după aceea. Mulți emigranți proveneau din zona Betleem. Cei care au emigrat în America Latină erau în special creștini, iar jumătate din palestinienii emigrați în această zonă trăiesc în Chile. El Salvador și Honduras dețin și ele populații palestiniene semnificative. Cele două țări au avut chiar și președinți de descendență palestiniană (Antonio Saca în El Salvador și Carlos Roberto Flores în Honduras). Belize, caracterizată de o populație de origine palestiniană mai redusă numeric, a avut un ministru palestinian – Said Musa. Schafik Jorge Handal, fost politician salvadorian și fost conducător de gherilă, a fost fiul unor imigranți palestinieni.

### Refugiații

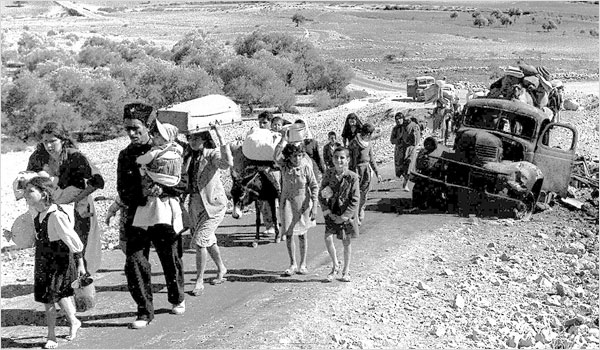
Refugiați palestinieni în 1948.

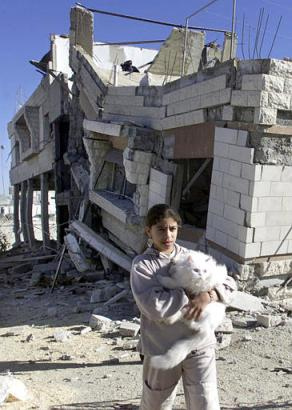
Fată palestiniană în fața casei ei demolate din tabăra de refugiați Balata, în 2002.

În 2006 existau 4.255.120 de palestinieni înregistrați ca refugiați de către Agenția Organizației Națiunilor Unite de Ajutorare și Lucrări pentru Refugiații Palestinieni din Orientul Apropiat (UNRWA). Acest număr îi include și pe urmașii refugiaților care au fugit sau au fost alungați în timpul războiului din 1948, dar îi exclude pe aceia care au emigrat de atunci în zone aflate în afara mandatului de acțiune a UNRWA. Pe baza acestor cifre, aproape jumătate din numărul total al palestinienilor sunt refugiați. Cei 993.818 de refugiați palestinieni din Fâșia Gaza și cei 705.207 de refugiați palestinieni din Cisiordania, originari din satele și orașele aflate acum între granițele statului Israel, sunt incluși în aceste cifre.
Datele UNRWA nu le includ pe cele 274.000 de persoane, adică 1 la 5,5 din toți locuitorii arabi ai Israelului, care sunt refugiați strămutați intern.
Taberele de refugiați palestinieni din Liban, Siria, Iordania și Cisiordania sunt organizate conform satelor sau locurilor de origine are familiilor refugiaților. Printre primele lucruri pe care le învață copiii născuți în taberele de refugiați se află numele satelor lor de origine. David McDowall scrie că „[...] un dor de Palestina pătrunde în întreaga comunitate de refugiați și este cel mai ardent îmbrățișat de cei mai tineri refugiați, pentru care locuința există doar în imaginație”.
Politica israeliană de a îi împiedica pe refugiați să se întoarcă la casele lor, formulată inițial de David Ben Gurion și Joseph Weitz, directorul Fondului Național Evreiesc, a fost adoptată formal de cabinetul israelian în iunie 1948. În luna decembrie a aceluiași an, Națiunile Unite au adoptat Rezoluția 194, care statua că „refugiaților care doresc să se întoarcă la casele lor și să trăiască în pace cu vecinii trebuie să li se permită să facă acest lucru cel mai curând posibil, iar celor care nu doresc să se întoarcă trebuie să li se plătească compensații pentru proprietăți și pentru pierderea sau deteriorarea acestora, compensații care, conform principiilor legilor internaționale sau echității, ar trebui acordate de guvernele sau autoritățile responsabile”. În ciuda unei mari părți a comunității internaționale, inclusiv președintele american Harry Truman, care insista că repatrierea refugiaților palestinieni Palestinian este esențială, Israelul a refuzat să accepte principiul. În anii următori, Israelul a refuzat constant să-și schimbe poziția și a introdus legi suplimentare care să-i împiedice pe refugiații palestinieni să se întoarcă și să-și revendice terenurile și proprietățile confiscate.
Respectând o rezoluție a Ligii Arabe din 1965, majoritatea țărilor arabe au refuzat să acorde cetățenie palestinienilor refugiați pe teritoriul lor, argumentând că acest lucru ar fi o amenințare la adresa dreptului la întoarcere la casele lor din Palestina. În 2012, Egiptul a făcut o excepție de la acestă practică, acordând cetățenie unui număr de 50.000 de palestinieni, majoritatea din Fâșia Gaza.
Palestinienii care trăiesc în Liban sunt lipsiți de drepturile civile cele mai de bază. Ei nu pot deține locuințe sau terenuri și li se interzice să devină avocați, ingineri sau medici.

### Religia
Religia palestinienilor (cca 2014)
     Islam (93%)
     Creștinism (6%)
     Druzi/Samariteni (1%)

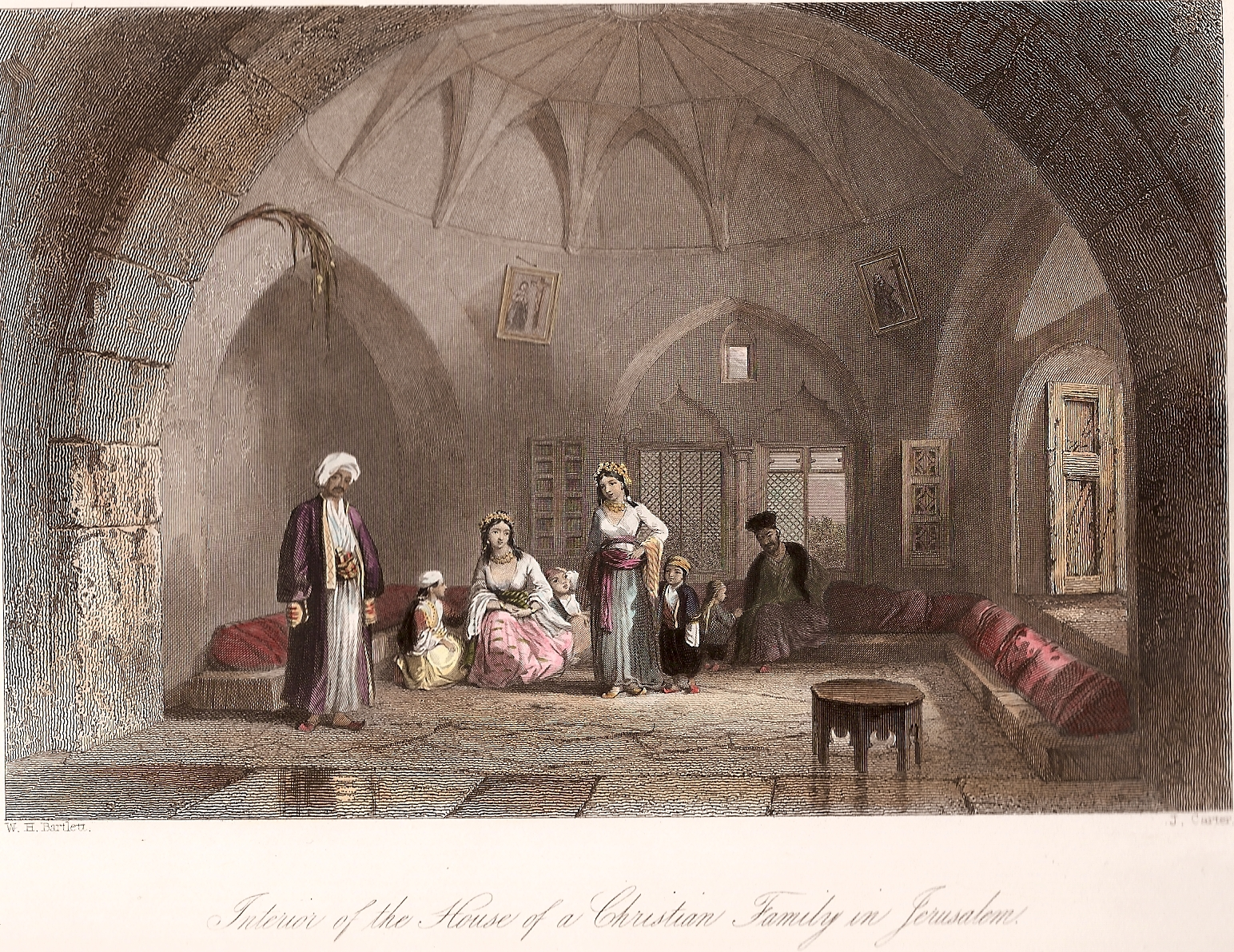
Locuință de palestinieni creștini din Ierusalim, cca 1850. Pictură de W. H. Bartlett.

93% dintre palestinieni sunt musulmani, din care vasta majoritate sunt credincioși ai ramurii sunite a islamului, cu o mică minoritate ahmadiyya.
Palestinienii creștini reprezintă o minoritate semnificativă de 6%, urmați de comunități religioase mai mici, printre care druzii și samaritenii. Evreii palestinieni – considerați palestinieni de Carta Națională Palestiniană adoptată de Organizația pentru Eliberarea Palestinei, care îi definește drept „evreii care locuiau în Palestina până la începerea invaziei sioniste” – se identifică astăzi ca israelieni (cu excepția unui număr foarte restrâns de indivizi). Evreii palestinieni au abandonat aproape cu toții această identitate după înființarea statului Israel și încorporarea lor în populația israeliană evreiască, compusă în mare parte din imigranți evrei din toată lumea.
Până la sfârșitul secolului al XIX, majoritatea sătenilor palestinieni musulmani nu aveau moschei locale. Sincretismul intercultural între simbolurile și figurile creștine și islamice în practica religioasă a fost comun. Zilele populare de sărbătoare, precum Joia morților, erau respectate atât de musulmani cât și de creștini, iar printre profeții și sfinții comuni se aflau Iona, venerat în orașul Halhul ca profet biblic și islamic, și Sfântul Gheorghe, cunoscut în limba arabă ca El Khader. Sătenii se închinau sfinților patroni locali la maqam – o cameră cu acoperiș în formă de dom situată adesea la umbra unui bătrân roșcov sau stejar. Sfinții, tabu după standardele islamului ortodox, mijloceau între credincios și Allah, iar templele închinate sfinților împânzeau peisajul palestinian. Ali Qleibo, un antropolog palestinian, afirmă că aceste dovezi în piatră constituie „o mărturie arhitectonică a sensibilității religioase creștino/musulmane palestiniene și a rădăcinilor ei în străvechile religii semite”.
Religiei drept element constitutiv al identității individuale i-a fost acordat un rol minor în cadrul structurii sociale tribale palestiniene până în a doua jumătate a secolului al XIX-lea. În 1848, preotul Jean Moretain a consemnat că un palestinian creștin „se deosebea doar prin faptul că aparținea unui anume clan. Dacă un anume trib era creștin, atunci un individ din acel trib ar fi fost creștin, dar fără să realizeze ce anume distinge credința lui de cea a unui musulman”.
Concesiunile acordate Franței și altor puteri occidentale de către sultanatul otoman la sfârșitul Războiului Crimeei au avut un impact semnificativ asupra identității cultural-religioase palestiniene contemporane. Religia a fost transformată într-un element „constituind identitatea individuală/colectivă în conformitate cu preceptele ortodoxe” și a constituit o cărămidă de bază pusă la dezvoltarea politică a naționalismului palestinian.
Recensământul britanic al Palestinei din 1922 a înregistrat 752.048 de locuitori, din care 660.641 de arabi palestinieni (arabi creștini și musulmani), 83.790 de evrei palestinieni și 7.617 de persoane aparținând altor grupuri etnice. Aceste date corespund unui procent de 87% arabi creștini și musulmani și 11% evrei. Beduinii nu au fost luați în considerare în recensământ, dar un studiu britanic din 1930 le estima numărul la 70.860.
Bernard Sabella de la Universitatea din Betleem estimatează că 6% din populația palestiniană mondială este creștină și că 56% din aceasta trăiește acum în afara Palestinei istorice. Conform Societății Academice Palestiniene pentru Studierea Afacerilor Internaționale, populația palestiniană din Cisiordania și Gaza este 97% musulmană și 3% creștină. Marea majoritate a comunității palestiniene din Chile este de religie creștină, în special creștini ortodocși și câțiva romano-catolici, iar numărul palestinienilor creștini din diaspora palestiniană din Chile depășește el singur numărul creștinilor care au rămas în țara natală.
Druzii au devenit cetățeni israelieni, iar bărbații druzi servesc în Armata Israeliană, deși unii dintre ei se autoidentifică „druzi palestinieni”. Conform lui Salih al-Shaykh, majoritatea druzilor nu se consideră palestinieni: „identitatea lor arabă emană în principal din limba comună și originea lor socio-culturală, dar este detașată de orice concepție politică națională. Nu se îndreaptă către țările arabe sau naționalitatea arabă, ori către poporul palestinian, și nu exprimă împărtășirea vreunei soarte comune cu acestea. Din acest punct de vedere, identitatea lor e reprezentată de Israel, iar această identitate este mai puternică decât identitatea arabă”.
Există circa 350 de samariteni care dețin cărți de identitate palestiniene și trăiesc în Cisiordania, în timp ce un număr aproximativ similar locuiesc în Holon și dețin cetățenia israeliană. Cei care trăiesc în Cisiordania sunt reprezentați în legislatura Autorității Naționale Palestiniene. Ei sunt în mod uzual denumiți de palestinieni „evreii din Palestina” și și-au păstrat identitatea lor culturală unică.
Sunt puțini evrei care se consideră evrei palestinieni, dar printre aceștia se află evreii israelieni din grupul Neturei Karta și Uri Davis, cetățean israelian și autointitulat evreu palestinian, care s-a convertit la islam în 2008, pentru a se însura cu Miyassar Abu Ali. Davis este membru observator în Consiliul Național Palestinian.
Bahá'u'lláh, întemeietorul credinței Bahá'í, era din Iran, dar a murit la Acra, pe atunci parte a Imperiului Otoman. El a fost surghiunit acolo timp de 24 de ani. Un templu a fost ridicat în oraș în memoria lui.

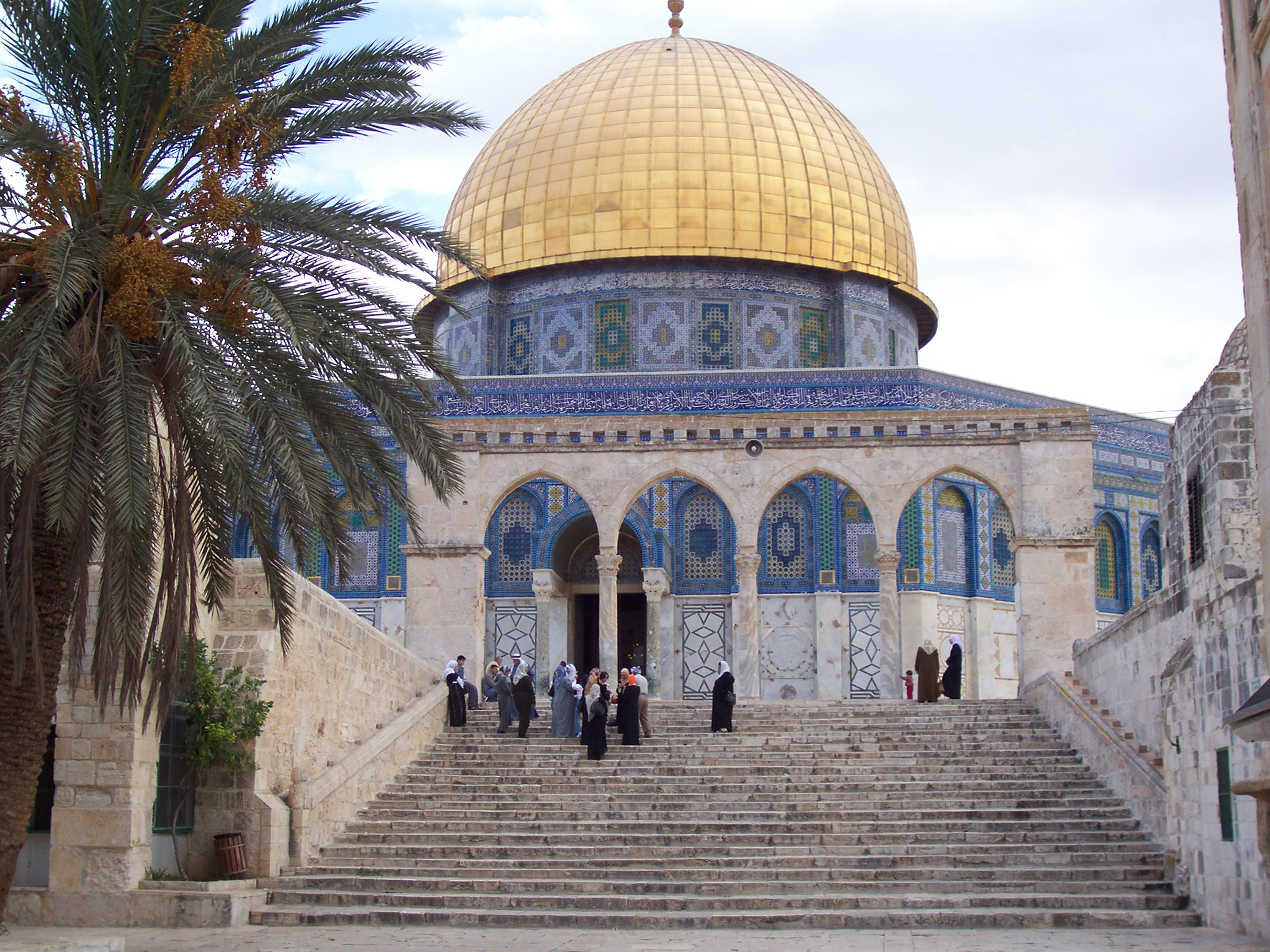
Palestinieni în așteptarea slujbei la Cupola Stâncii din Ierusalim.
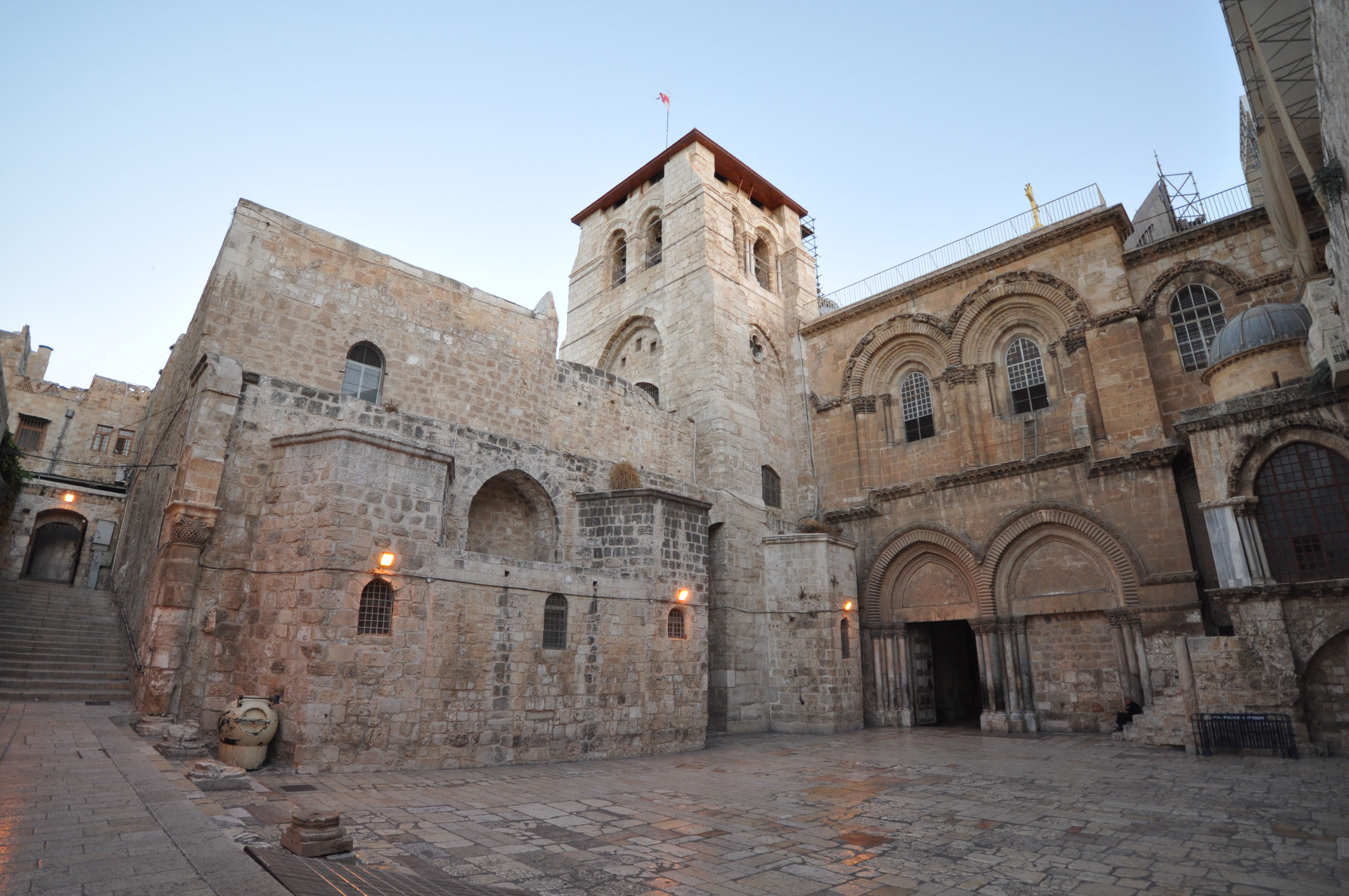
Biserica Sfântului Mormânt, situată în Ierusalim, este unul din cele mai sacre locuri pentru palestinienii creștini.
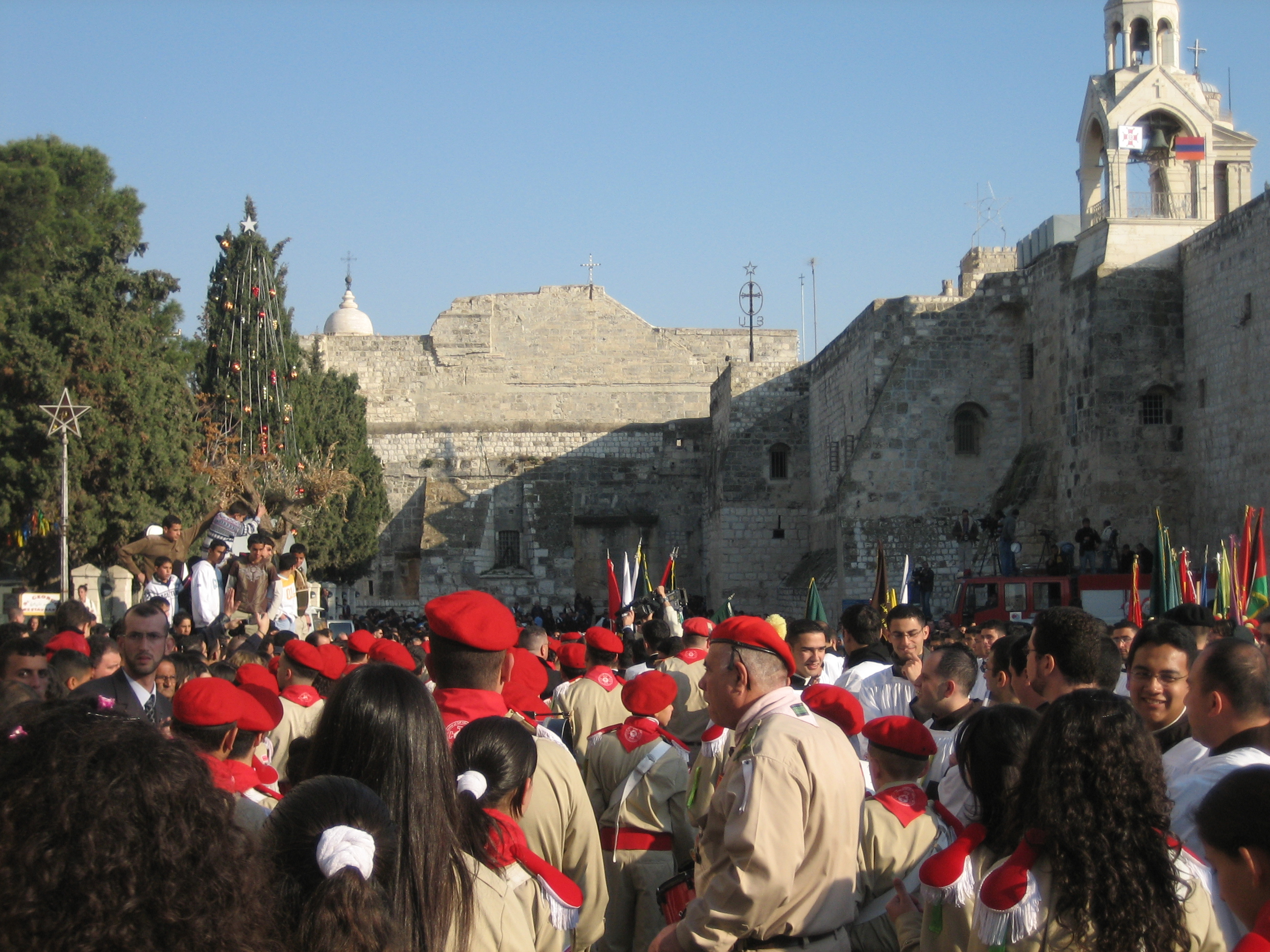
Cercetași palestinieni creștini în Ajunul Crăciunului în fața Bisericii Nașterii Domnului din Betleem, 2006.
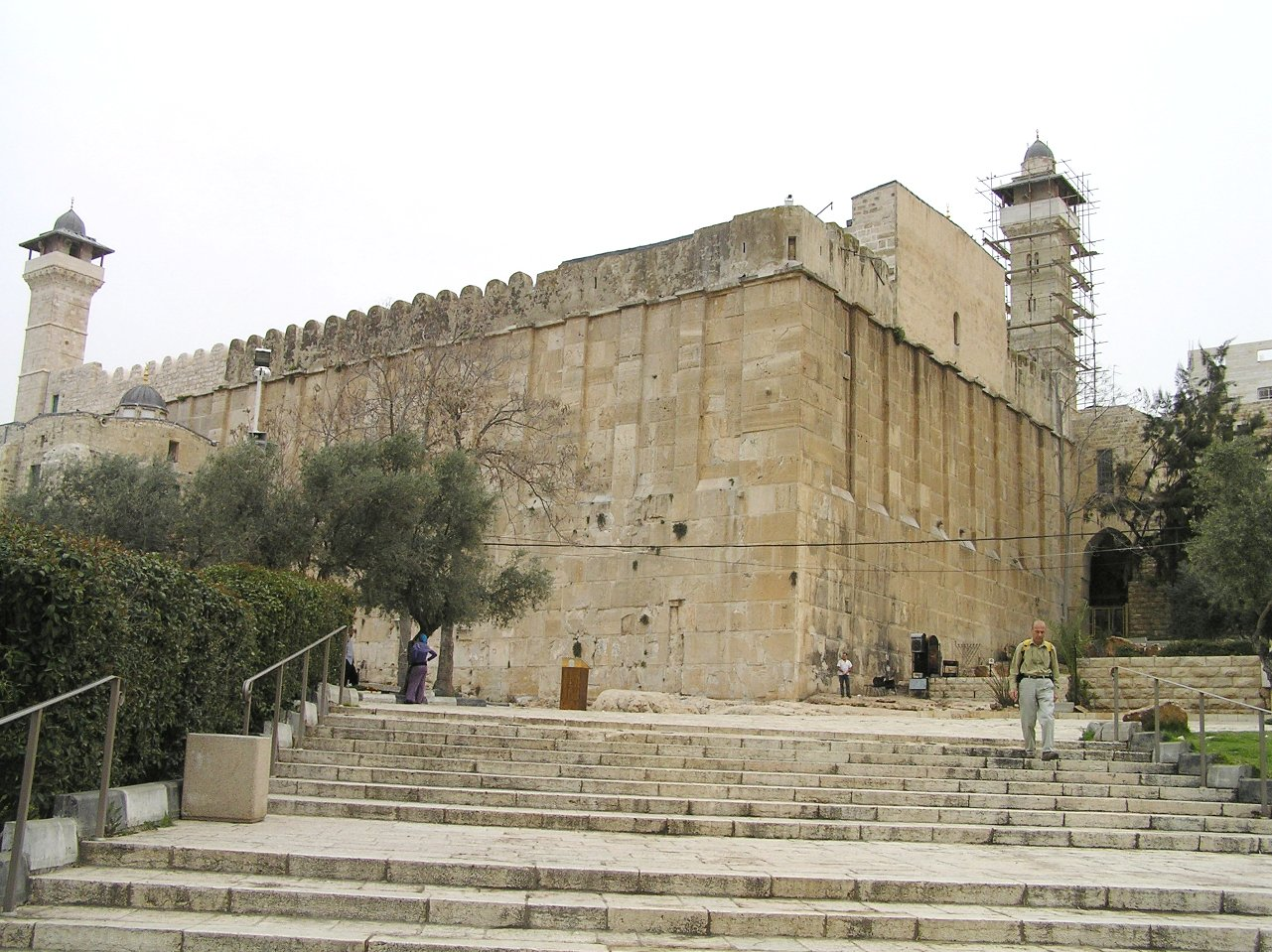
Peștera Patriarhilor din Hebron.
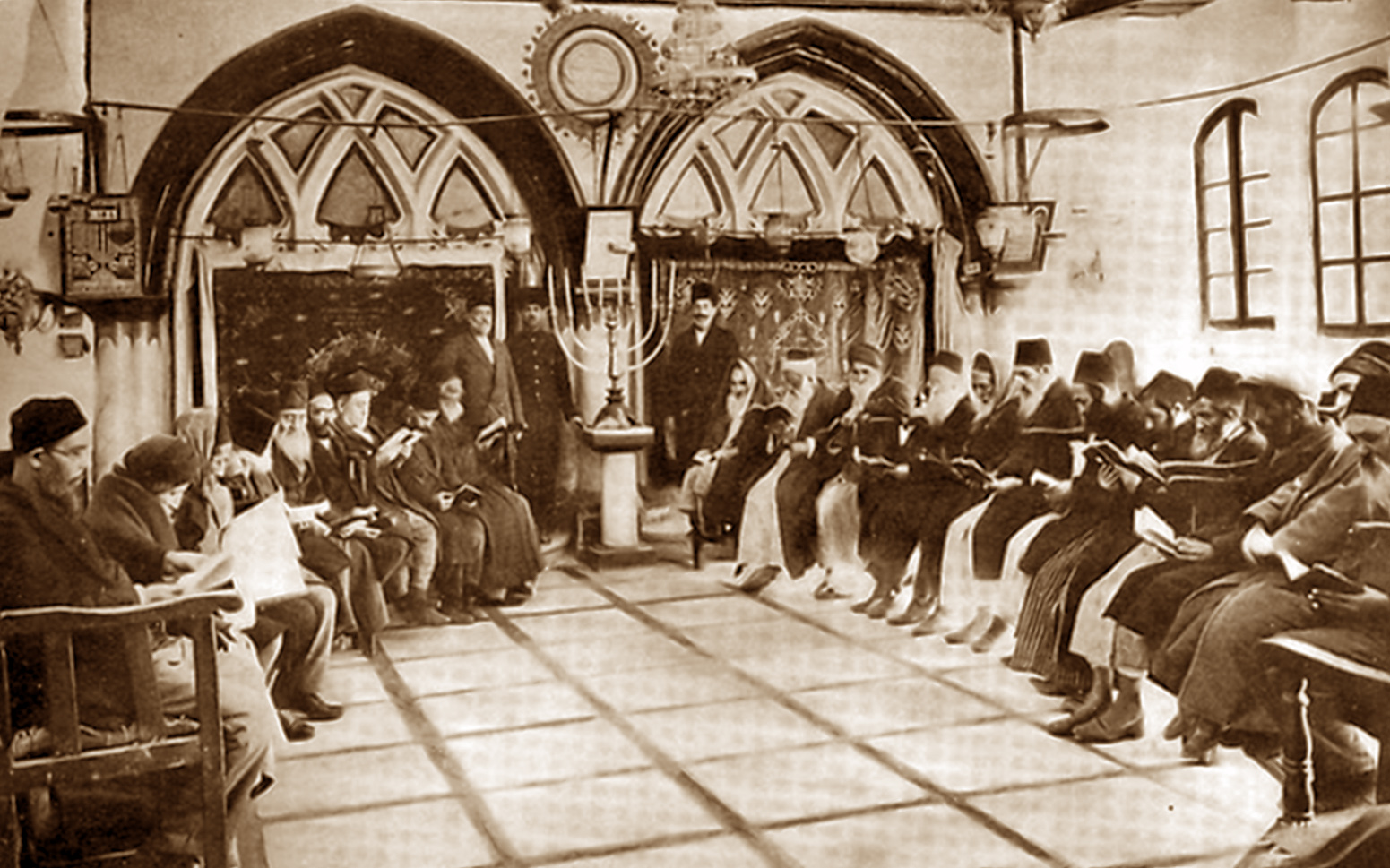
Evrei în casa de rugăciuni 'Ben Zakai', Ierusalim, 1893.
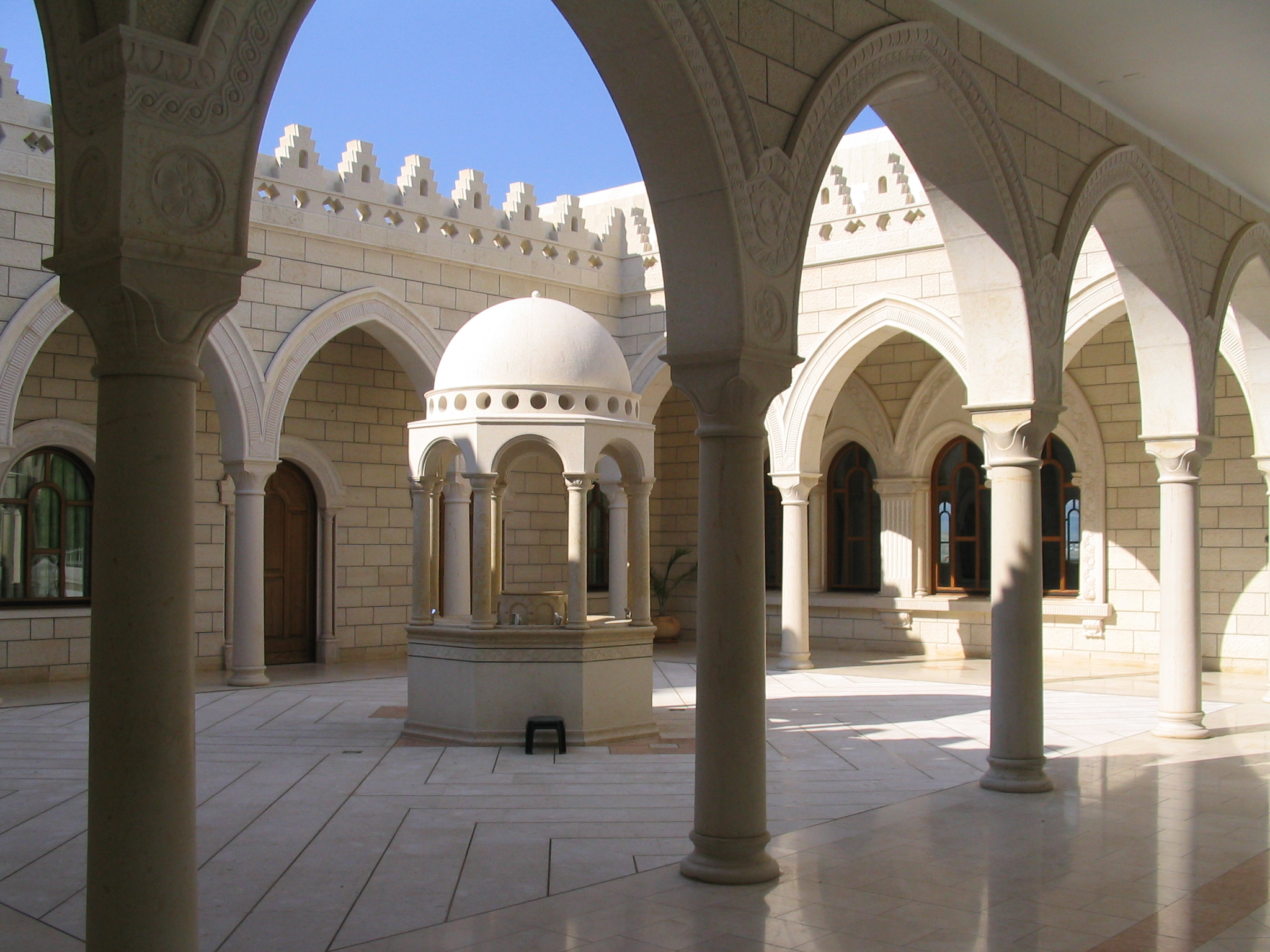
Mormântul lui Jethro din Hittin, nordul Israelului.
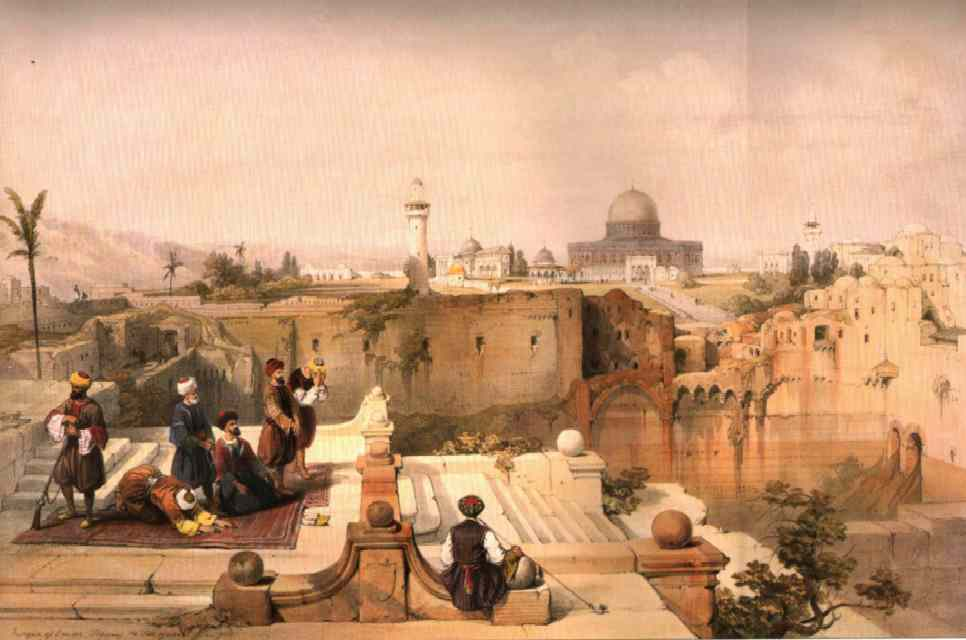
Musulmani rugându-se în Ierusalim, 1840. Pictură de David Roberts.

### Demografia actuală
Conform Biroului Central de Statistică Palestinian, circa 4.816.503 de palestinieni trăiesc în teritoriile palestiniene la data de 2016, din care 2.935.368 în Cisiordania și 1.881.135 în Fâșia Gaza. Conform Biroului Central de Statistică Israelian, în 2013 existau 1.658.000 de cetățeni arabi ai Israelului. Ambele cifre îi includ și pe palestinienii din Ierusalimul de Est.
În 2008, Grupul Internațional pentru Drepturile Minorităților estima numărul palestinienilor din Iordania la aproximativ 3 milioane. The UNRWA put their number at 2.1 million as of decembrie 2015.

## Societate

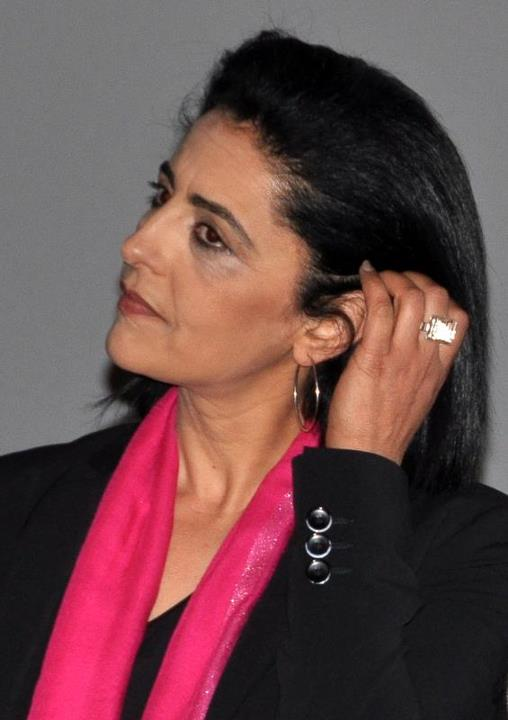
Areen Omari, actriță și producătoare americană, la premiera unui film.

### Limbă
Araba palestiniană este un subgrup al mai largului dialect arab levantin. Înainte de cucerirea islamică din secolul al XVII-lea și de arabizarea Levantului, principalele limbi vorbite în Palestina de către comunitățile creștină și evreiască dominante erau aramaica, greaca și siriaca. Araba era și ea vorbită în unele zone. Araba palestiniană, la fel ca celelalte variațiuni ale dialectului arab levantin, prezintă influențe substanțiale de lexicon din aramaică.
Araba palestiniană are trei sub-variațiuni primare, rurală, urbană și beduină, pronunțarea cuvântului Qāf servind drept șibolet pentru distingerea între cele trei sub-dialecte palestiniene principale: în varianta urbană se pronunță sunetul [Q], în timp ce în varianta rurală, vorbită în satele din jurul principalelor orașe, se pronunță [K] în locul lui [Q]. În varianta beduină din Palestina, vorbită în special în regiunea sudică și de-a lungul văii Iordanului, se pronunță [G] în locul lui [Q].
Barbara McKean Parmenter a notat că arabii din Palestina au meritul de a fi păstrat denumirile semitice originale ale multor situri menționate în Biblie, după cum a demonstrat cu documente geograful american  Edward Robinson, în secolul al XIX-lea.
Palestinienii care trăiesc sau lucrează în Israel vorbesc în general și ebraica modernă, la fel și unii din cei care trăiesc în Cisiordania și Fâșia Gaza.

### Educație
Gradul de alfabetizare al palestinienilor era de 96.3%, conform unui studiu din 2014 al Programului Națiunilor Unite pentru Dezvoltare, un procent ridicat după standardele internaționale. Există o diferență între sexe la populația cu vârstă peste 15 ani, 5,9% dintre femei fiind considerate analfabete, comparativ cu doar 1,6% dintre bărbați. Dar procentul analfabetismului la femei a scăzut de la 20,3% în 1997, la doar 6% în 2014.
Intelectualii palestinieni, printre ei mai Ziade și Khalil Beidas, erau parte integrantă a intelighenției arabe. În mod tradițional, nivelul de educație al palestinienilor era ridicat. În anii 1960, Cisiordania avea un procent mai mare de adolescenți înscriși la liceu decât Libanul. Claude Cheysson, ministrul Afacerilor Externe al Franței în primul mandat al președintelui Mitterrand, a remarcat, la jumătatea anilor 1980, că „chiar și acum 30 de ani, (palestinienii) probabil aveau deja cea mai educată elită dintre toate popoarele arabe”.
Contribuții la cultura palestiniană au fost aduse și de figuri din diaspora precum Edward Said și Ghada Karmi, de cetățeni arabi ai Israelului precum Emile Habibi, ori de iordanieni precum Ibrahim Nasrallah.

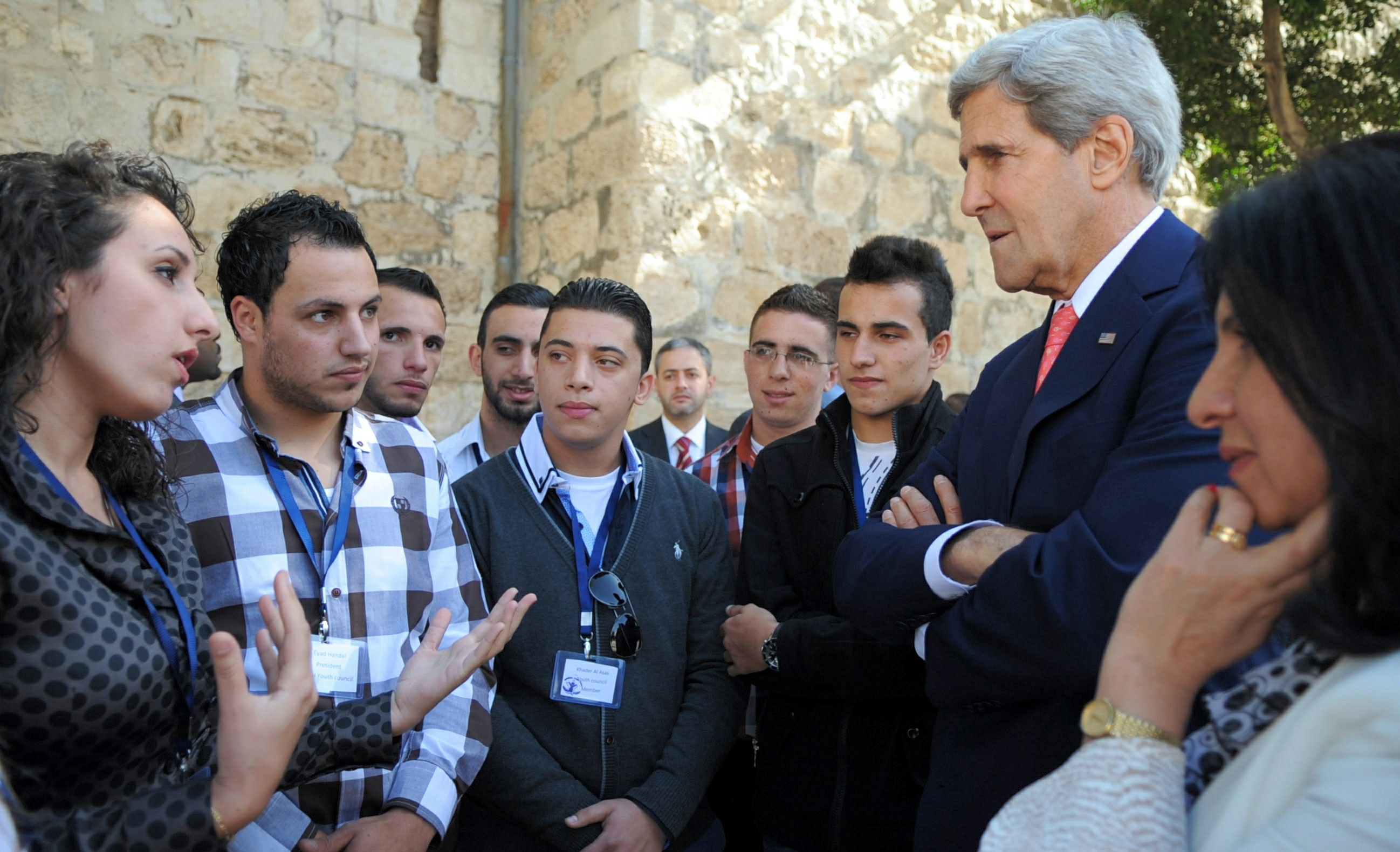
John Kerry printre studenți palestinieni.
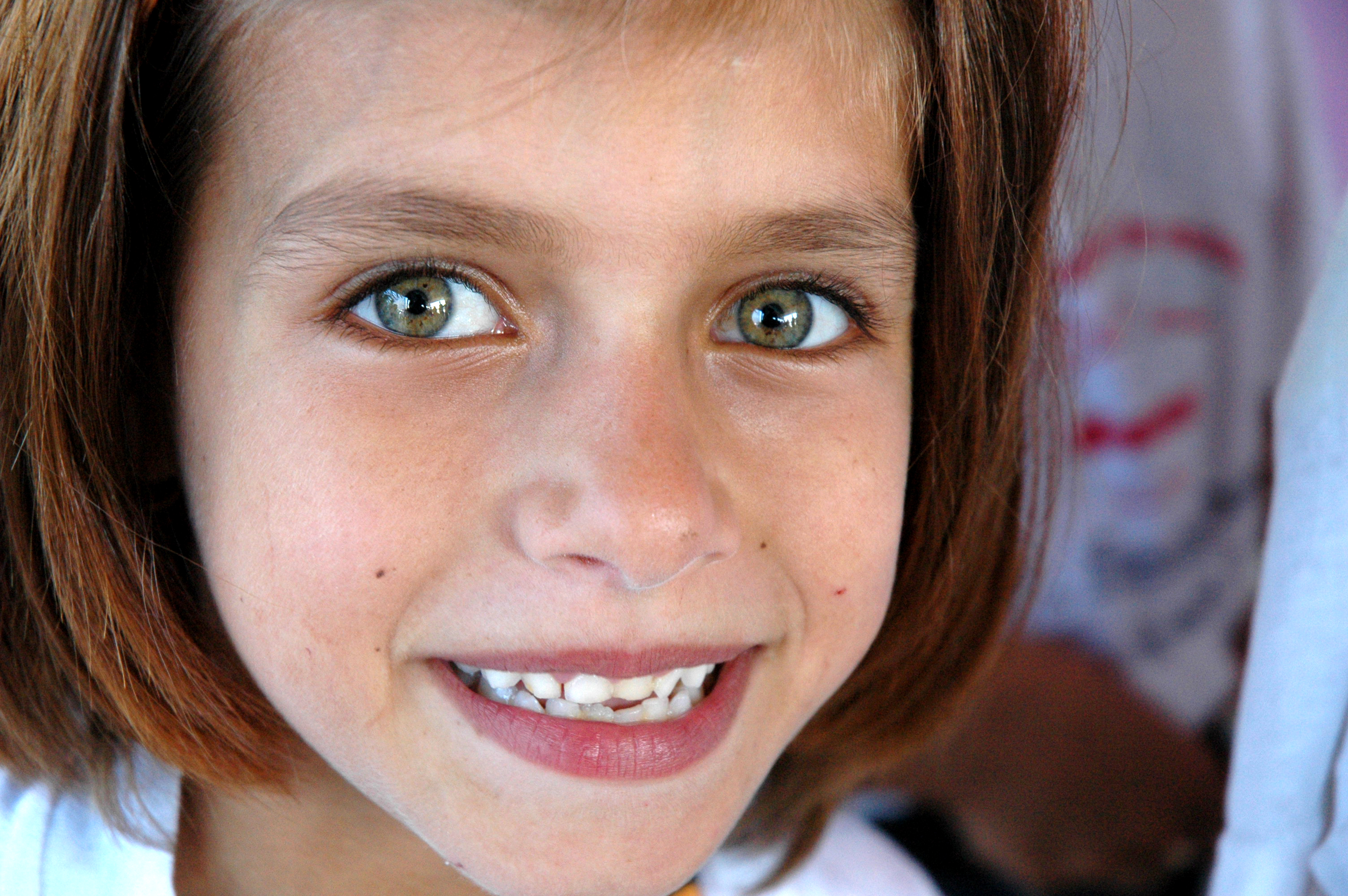
Fată palestiniană.
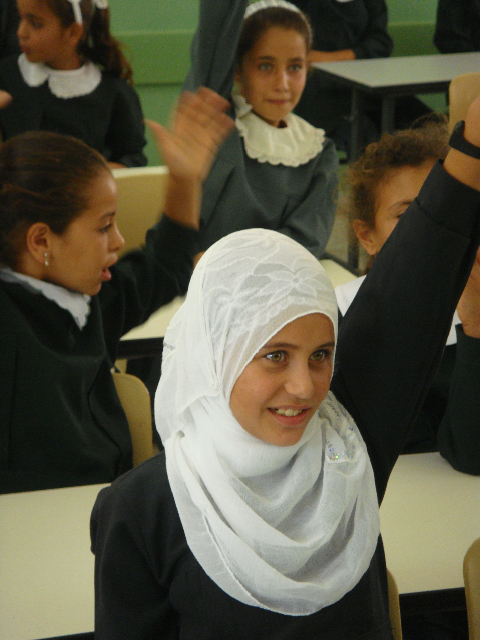
Eleve palestiniene.
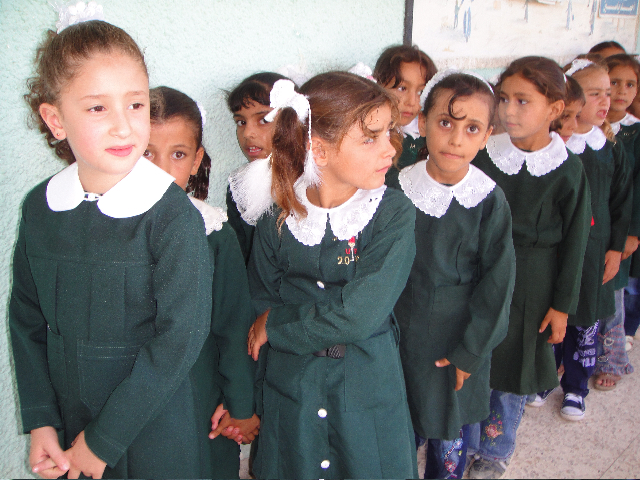
Eleve palestiniene.
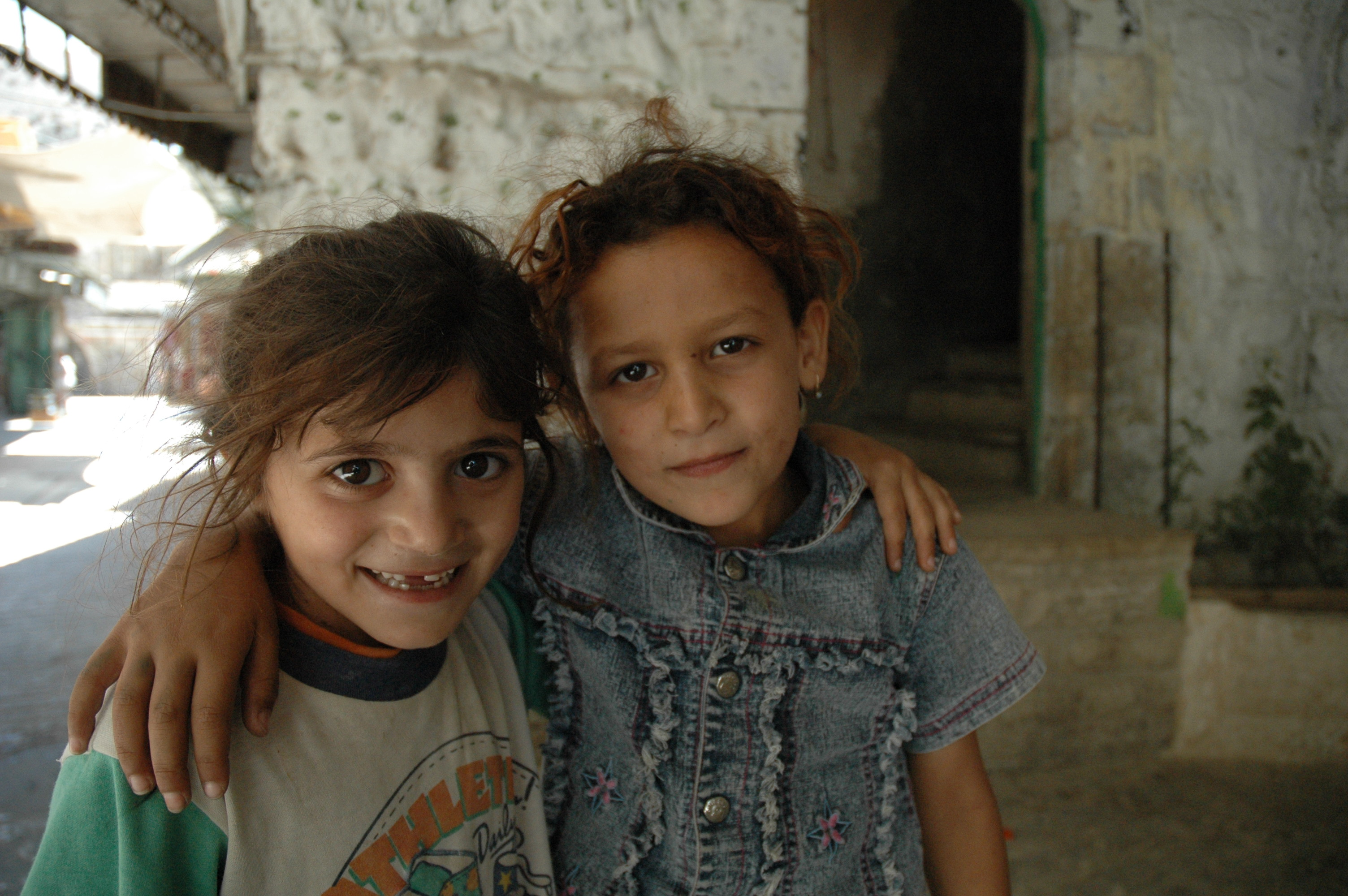
Fete palestiniene.
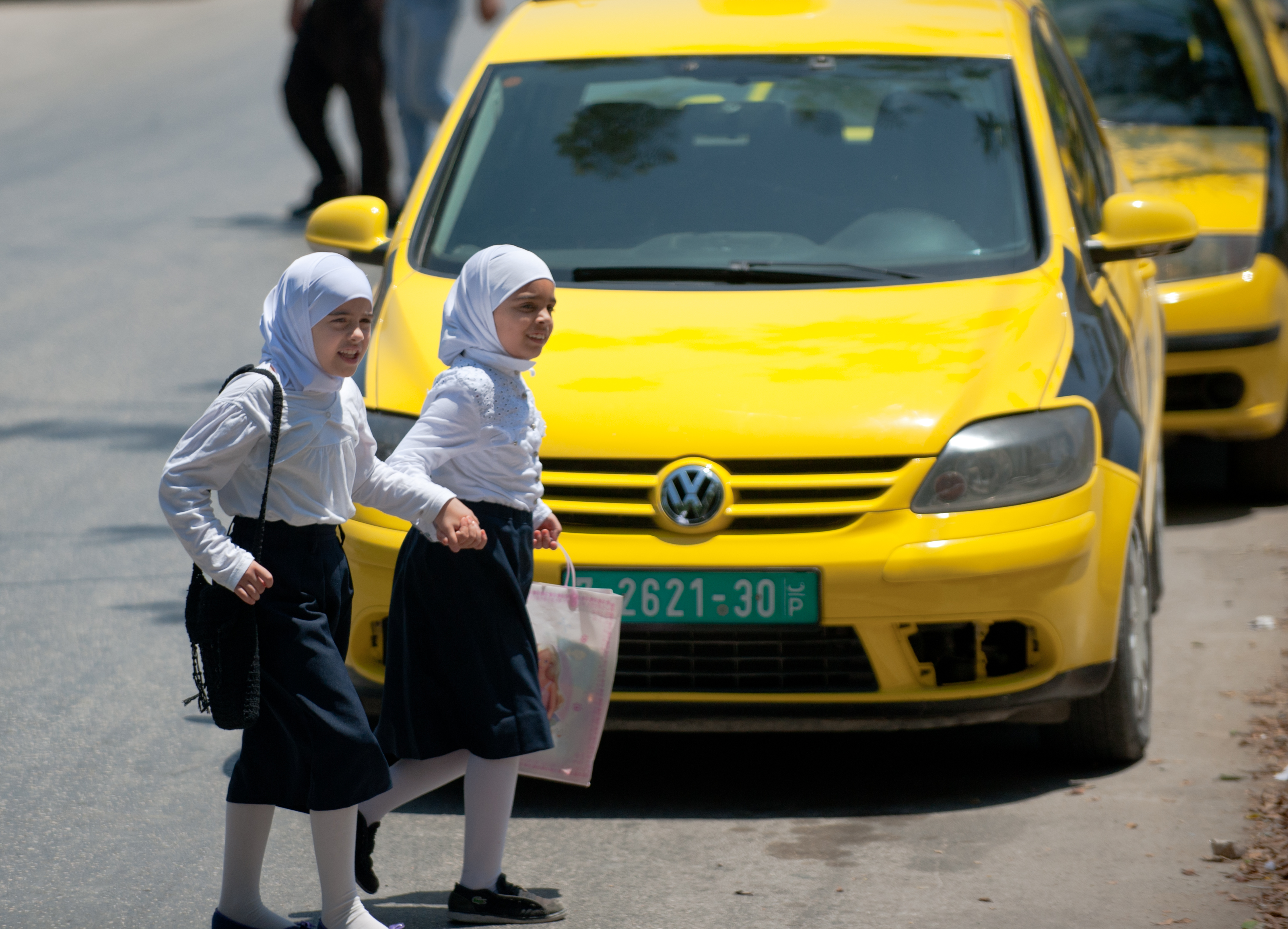
Eleve palestiniene în Nablus.

### Femeile și familia
În secolul al XIX-lea și la începutul secolului XX existau câteva mari familii palestiniene foarte cunoscute, printre ele familiile Khalidi, al-Husseini, Nashashibi, Touqan, Nuseibeh, Qudwa, Shawish, Shurrab, Al-Zaghab, Al-Khalil, Ridwan, Al-Zeitawi, Abu Ghosh, Barghouti, Doghmush, Douaihy, Hilles, Jarrar și Jayyusi. Când au început conflictele cu grupările sioniste, unele dintre aceaste comunități au părăsit Palestina.
Rolul femeilor variază printre palestinieni, existând opinii atât progresive cât și ultra-conservatoare. Alte grupuri de palestinieni, precum beduinii din Negev sau druzii, nu se mai identifică în general, din anumite motive politice, cu palestinienii.

## Cultură

### Identitatea palestiniană
Ali Qleibo, un antropolog palestinian, a criticat istoriografia musulmană care consideră că începutul identității culturale palestiniene se suprapune cu sosirea islamului în secolul al VII-lea. Descriind efectele unei astfel de idei, el scrie:
Originile păgâne sunt renegate. Ca atare, popoarele care au populat Palestina de-a lungul istoriei au renunțat în discurs la propria lor istorie și religie pe măsură ce au adoptat religia, limba și cultura islamului.
Mai mulți cercetători occidentali și exploratori care au cartografiat și măsurat Palestina în a doua jumătate a secolului al XIX-lea au ajuns la concluzia, studiind cultura țărănească a clasei dominante a felahilor, că aceasta prezintă și elemente ale unor culturi diferite de islam, iar aceste idei aveau să influențeze dezbaterile din secolul al XX-lea ale etnografilor locali sau internaționali privind identitatea palestiniană. Contribuțiile etnografiei „nativiste” realizate de Tawfiq Canaan și de alți scriitori palestinieni și publicate în Jurnalul Societății Palestiniene Orientale (1920–48) au fost provocate de îngrijorarea privind „cultura nativă a Palestinei”, în special societatea țărănească, care ar fi fost subminată de forțele modernității. Salim Tamari scrie că:
„Apărută implicit în cercetările lor (și expusă explicit de Canaan însuși) a existat și o altă temă, aceea că țăranii Palestinei reprezintă—prin obiceiurile lor populare ... moștenirea vie acumulată a tuturor culturilor străvechi care au apărut în Palestina (în special canaanită, filistină, ebraică, nabateană, sirio-aramaică și arabă).”

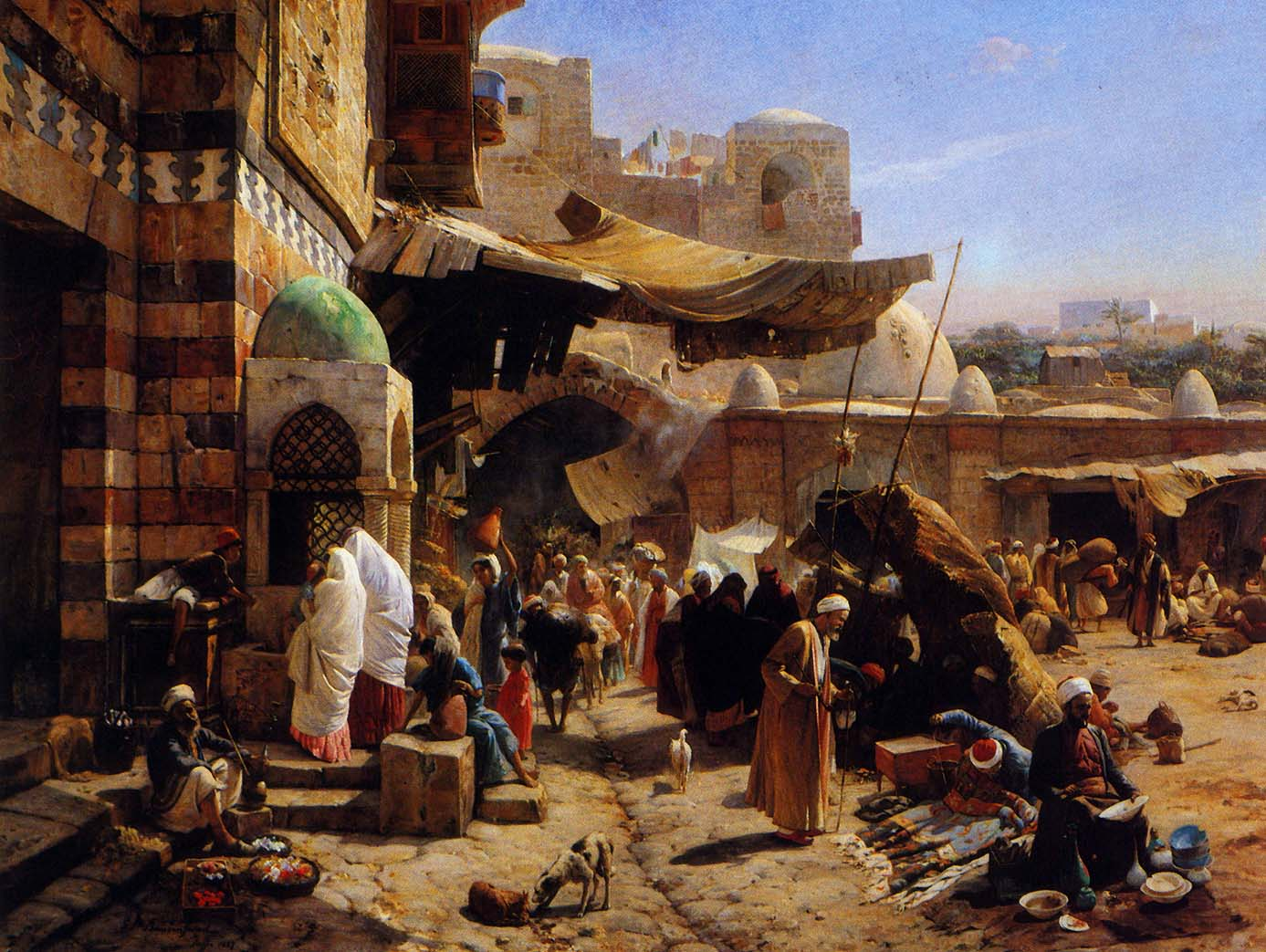
Piață palestiniană la Jaffa, pictură din 1877.

Cultura palestiniană este strâns legată de cea a țărilor levantine vecine, precum Libanul, Siria și Iordania, dar și de cea mai generală a lumii arabe. Contribuțiile culturale în domeniile artei, literaturii, muzicii, portului popular și bucătăriei exprimă caracteristicile experienței palestiniene și demonstrează o origine comună, în ciuda separării geografice între teritoriile palestiniene, Israel și diaspora.
Al-Quds capitala culturii arabe este un proiect inițiat de UNESCO în cadrul Programului Capitale Culturale pentru a promova cultura arabă și a încuraja cooperarea în regiunea arabă. Inaugurarea proiectului a avut loc în martie 2009.

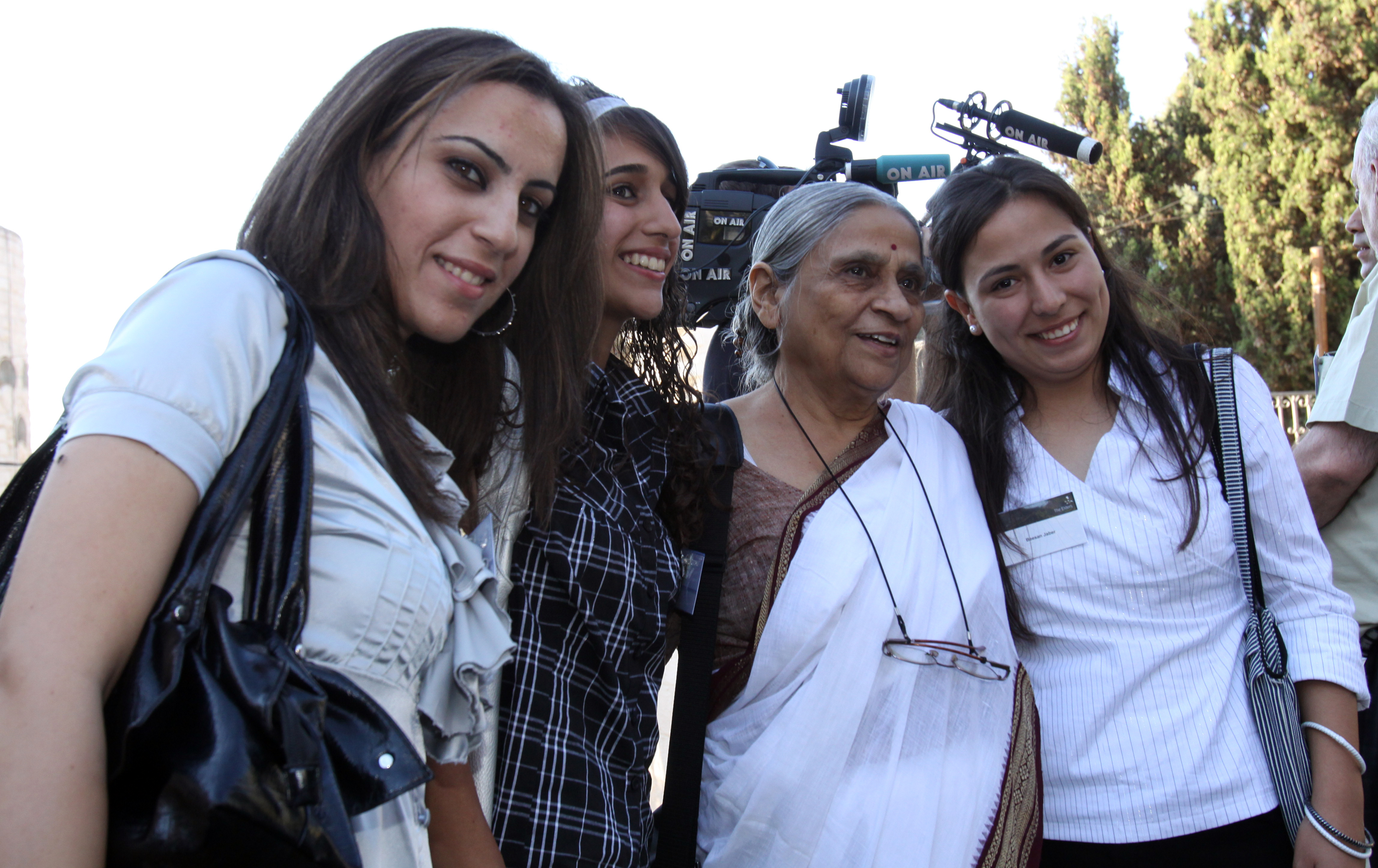
Femei palestiniene
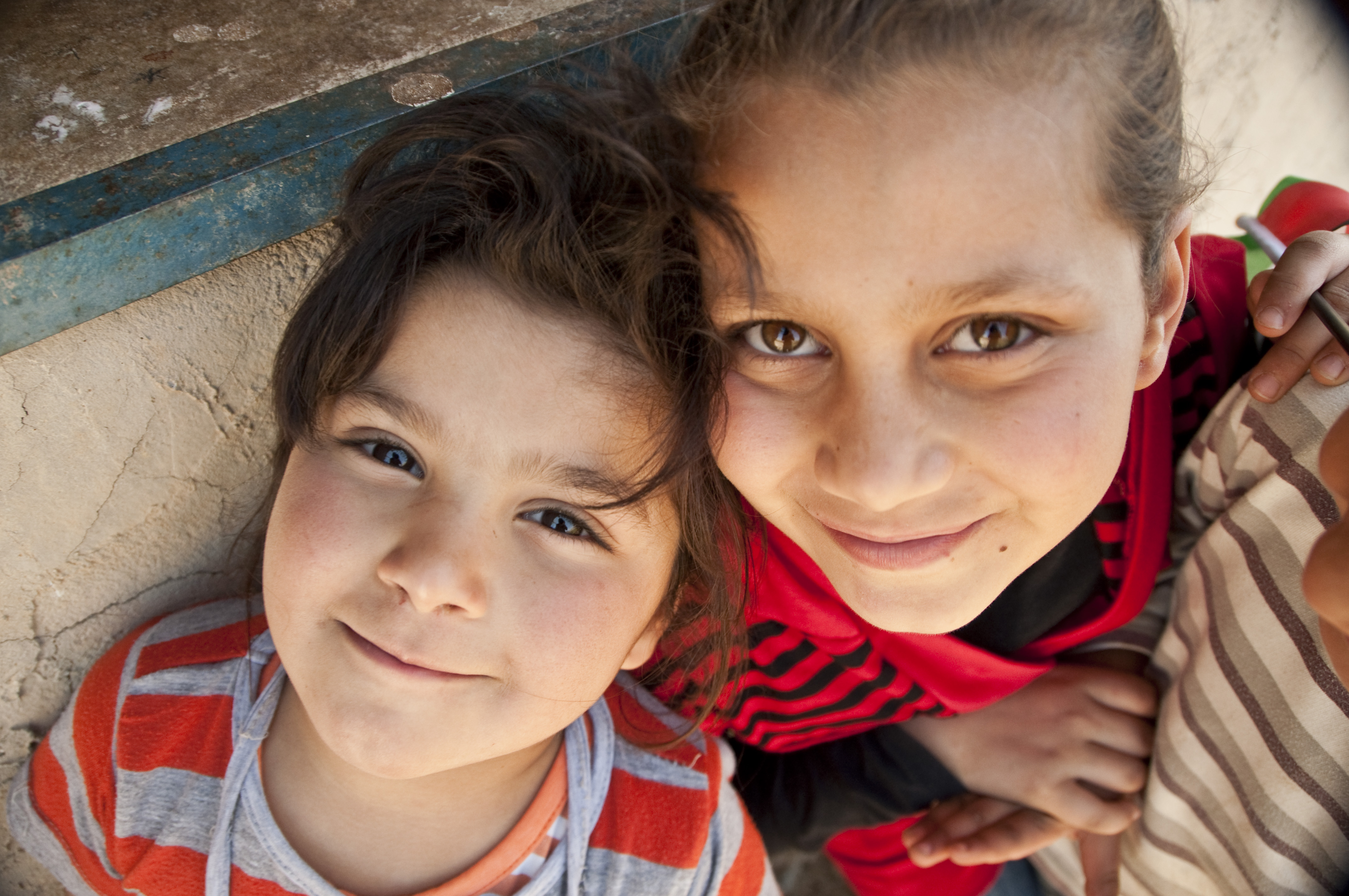
Copii palestinieni

### Bucătăria
Istoria Palestinei sub stăpânirea a numeroase imperii se reflectă și în bucătăria palestiniană, care a beneficiat de diferite contribuții și schimburi culturale. În general vorbind, rețetele siriano-palestiniene moderne au fost influențate de stăpânirea a trei mari grupuri islamice: arabii, arabii influențați de persani și turcii. Arabii care au cucerit Siria și Palestina aveau tradiții culinare simple, bazate în principal pe folosirea orezului, mielului și iaurtului, precum și a curmalelor. De la început nesofisticată, arta culinară nu a avansat timp de secole din cauza strictelor reguli islamice care impuneau parcimonia și constrângerea, până la apariția abbasizilor, care și-au stabilit capitala la Bagdad. Din punct de vedere istoric Bagdadul se afla pe sol persan și de aceea cultura persană a fost integrată în cea arabă în timpul secolelor IX-XI, iar apoi răspândită în toate zonele centrale ale imperiului.
Există câteva produse culinare originare din Palestina care sunt foarte cunoscute în lumea arabă, precum kinafe Naboulsi, brânză Naboulsi (brânză de Nablus), brânză Ackawi (brânză de Acra) și musakhan. Kinafe își are originea în Nablus, la fel ca și brânza îndulcită Nabulsi folosită la umplerea lui. Alt fel culinar foarte popular este kofta sau kufta palestiniană.
Meze reprezintă un asortiment de feluri de mâncare prezente la o masă care durează mai multe ore, o caracteristică întâlnită la toate culturile mediteraneene. Câteva ingrediente obișnuite care compun un meze sunt hummusul, tabouleh,baba ghanoush, labaneh și zate 'u zatar, care este o lipie unsă cu ulei de măsline amestecat cu cimbru și semințe de susan.
Gustările servite pe tot întinsul teritoriilor palestiniene includ waraq al-'inib – orez gătit sau carne de miel înfășurate în frunze de viță de vie fierte. Mahashi este un sortiment de legume umplute, cum ar fi dovleceii, cartofii, varza sau, în Gaza, sfecla.

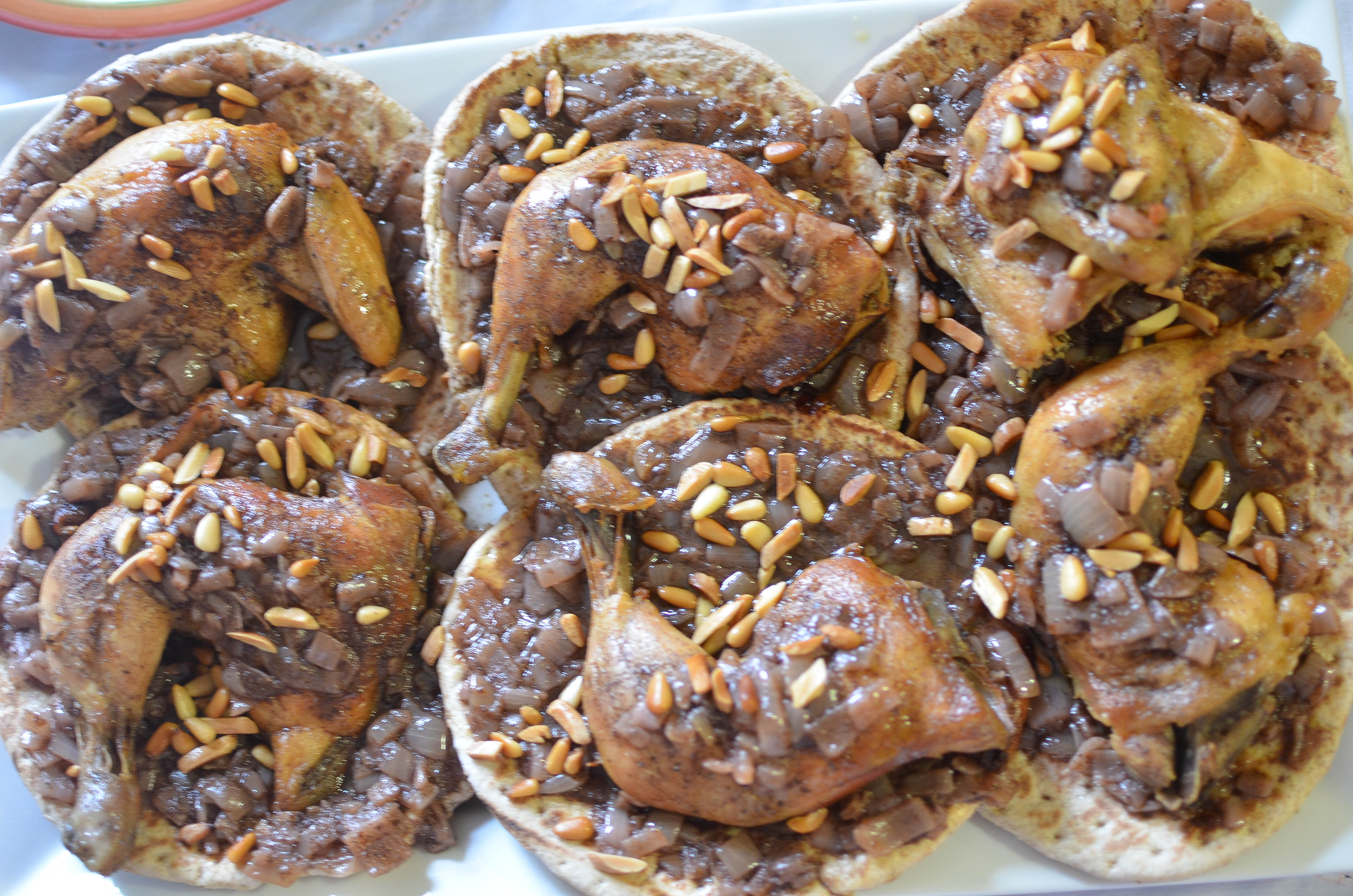
Musakhan: mâncarea națională palestiniană.
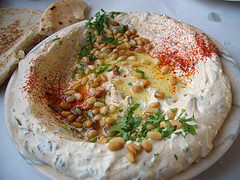
O farfurie de hummus, condimentat cu boia, ulei de măsline și semințe de pin.
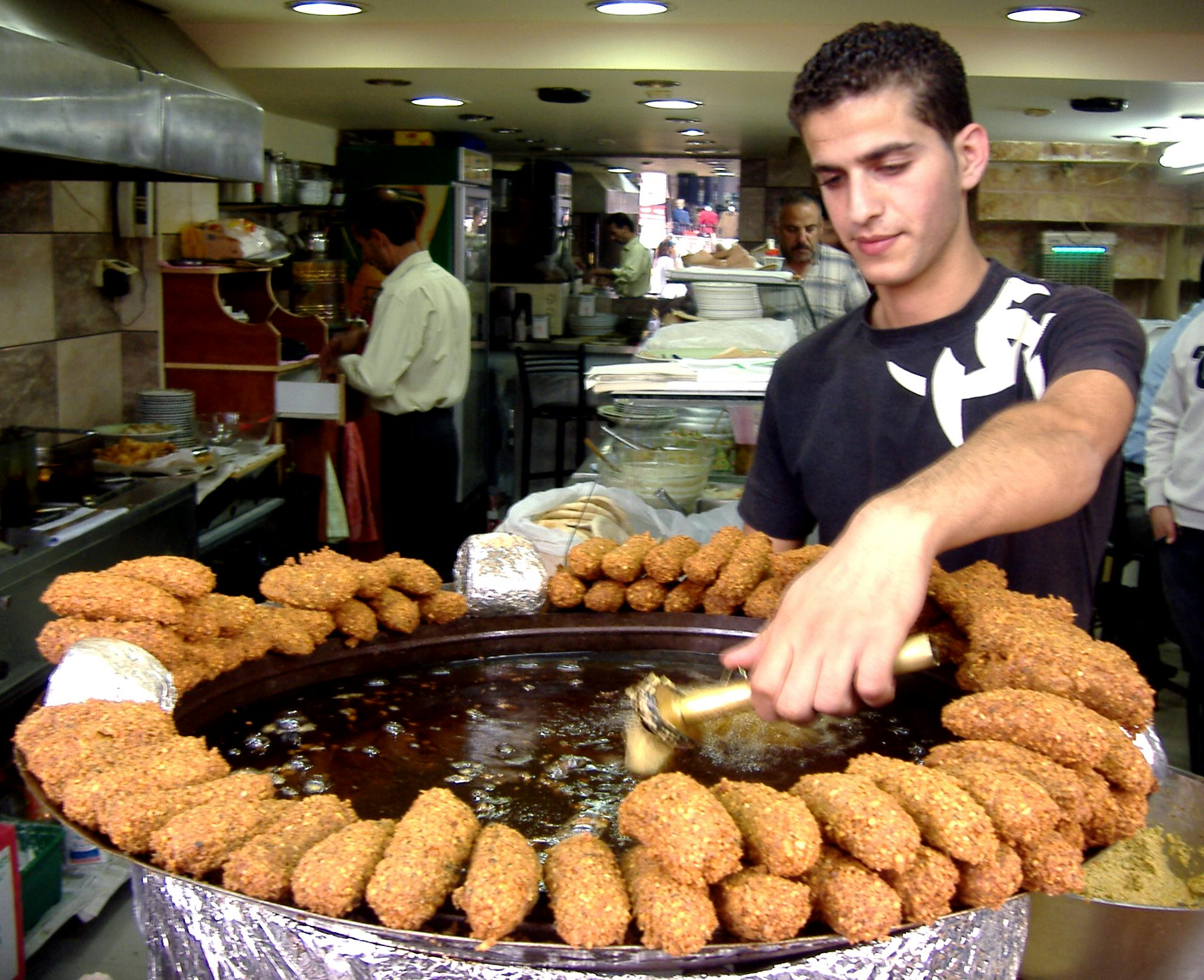
Un tânăr palestinian servind falafel în Ramallah.
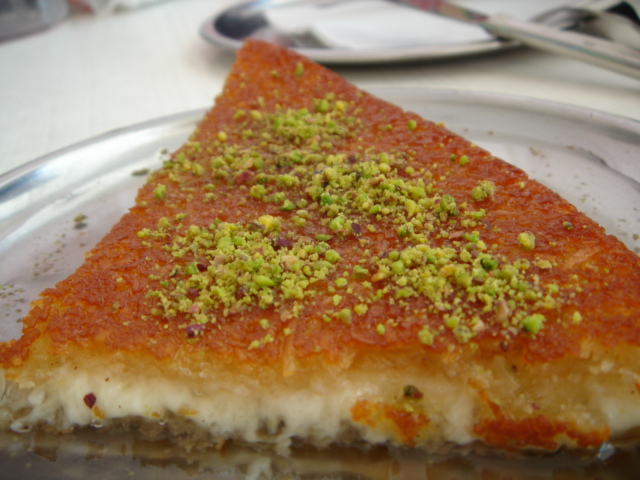
Knafeh: desert palestinian.

### Arta
Similar structurii societății palestiniene, domeniul palestinian al artelor se regăsește în toate cele patru centre geografice principale: Cisiordania și Fâșia Gaza, Israel, diaspora palestiniană din lumea arabă și diaspora palestiniană din Europa, Statele Unite și restul globului.

#### Cinematografia
Cinematografia palestiniană, relativ tânără în comparație cu cinematografia arabă, primește mult sprijin european și israelian. Filmele palestiniene nu sunt produse exclusiv în limba arabă; unele sunt realizate în engleză, franceză sau ebraică. Au fost produse peste 800 de filme despre palestinieni, conflictul israeliano-palestinian și alte subiecte conexe, două titluri relevante fiind Intervenția divină și Paradisul Acum.

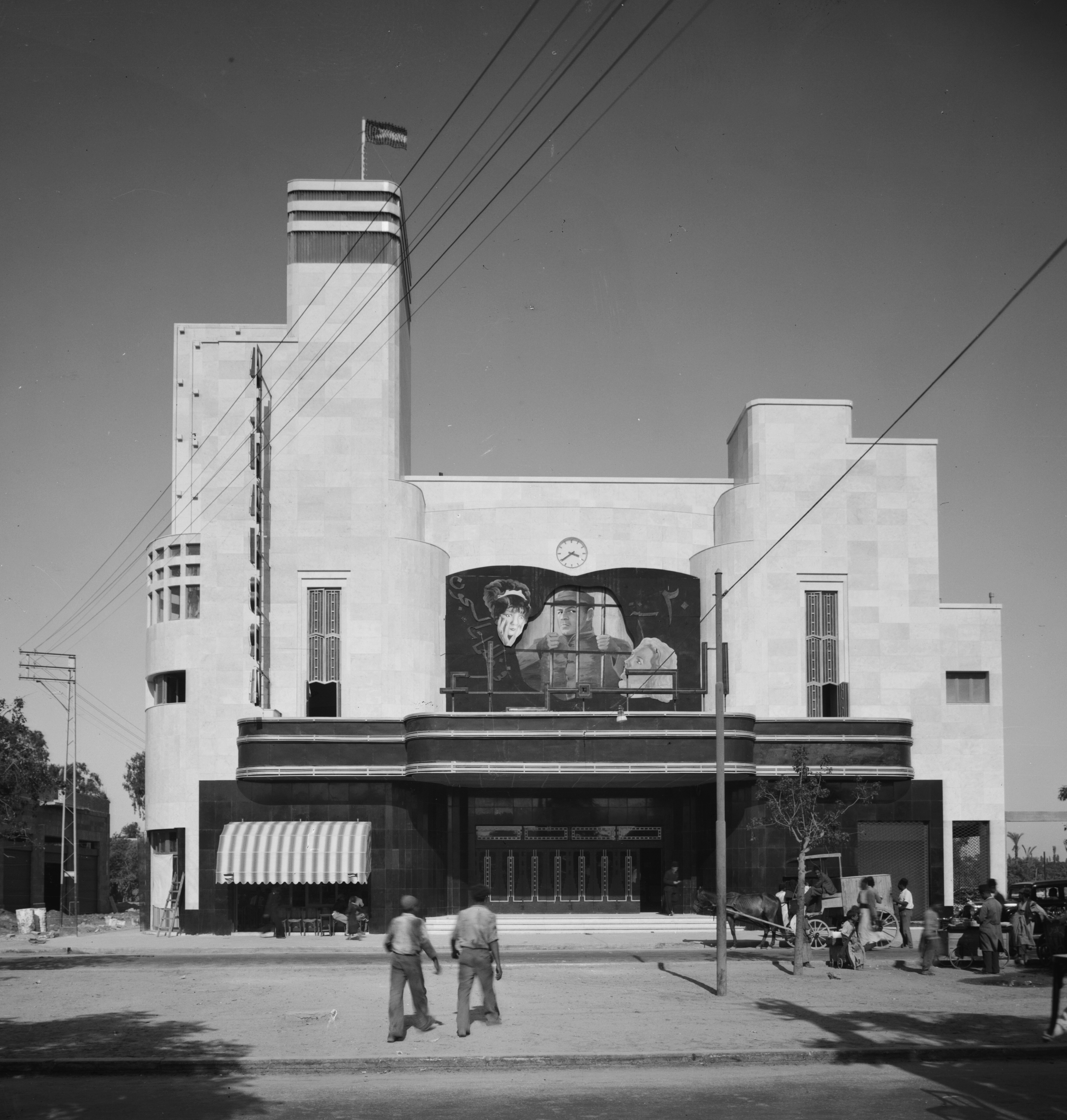
Cinematograful Alhambra din Jaffa, 1937, atacat cu bombă în decembrie 1947
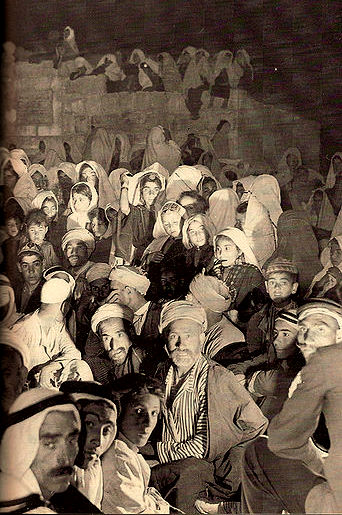
Săteni din Halhul la o proiecție în aer liber, cca. 1940

#### Artizanat
O varietate largă de obiecte de artizanat, multe din ele produse de secole în regiunea Palestinei, continuă să fie realizate și astăzi. Artizanatul palestinian include broderii și țesături, obiecte din ceramică, săpunuri, sticlărie și sculpturi sau gravuri în lemn de măslin sau sidef.

#### Costume
Călătorii străini în Palestina sfârșitului de secol XIX și începutului de secol XX au comentat adesea bogata varietate a costumelor populare printre locuitorii regiunii, în particular printre felahi sau femeile de la țară. Înainte de anii 1940, poziția economică a unei femei, fie ea căsătorită sau nu, și orașul sau zona de unde provenea, puteau fi deduse de majoritatea palestinienelor după tipul îmbrăcăminții, după culorile, croiala și motivele brodate, folosite pentru veșminte asemănătoare robelor, numite „thoub” în arabă, ori după lipsa acestor elemente distinctive.
Noi stiluri au început să apară în anii 1960. De exemplu „rochia cu șase ramuri”, numită astfel după cele șase largi benzi de broderie cusute de la talie în jos. Aceste stiluri proveneau din taberele de refugiați, mai ales după 1967. Stilurile individuale ale satelor de dinainte de invazia israeliană s-au pierdut și au fost înlocuite cu un stil identificabil drept „palestinian”. „Shawal”, un stil popular în Cisiordania și Iordania înainte de Prima Intifada, a evoluat probabil dintr-unul din atelierele de broderie sprijinite de numeroase ONG-uri în taberele de refugiați palestinieni. A fost un veșmânt mai scurt și mai strâmt, cu o croială occidentală.

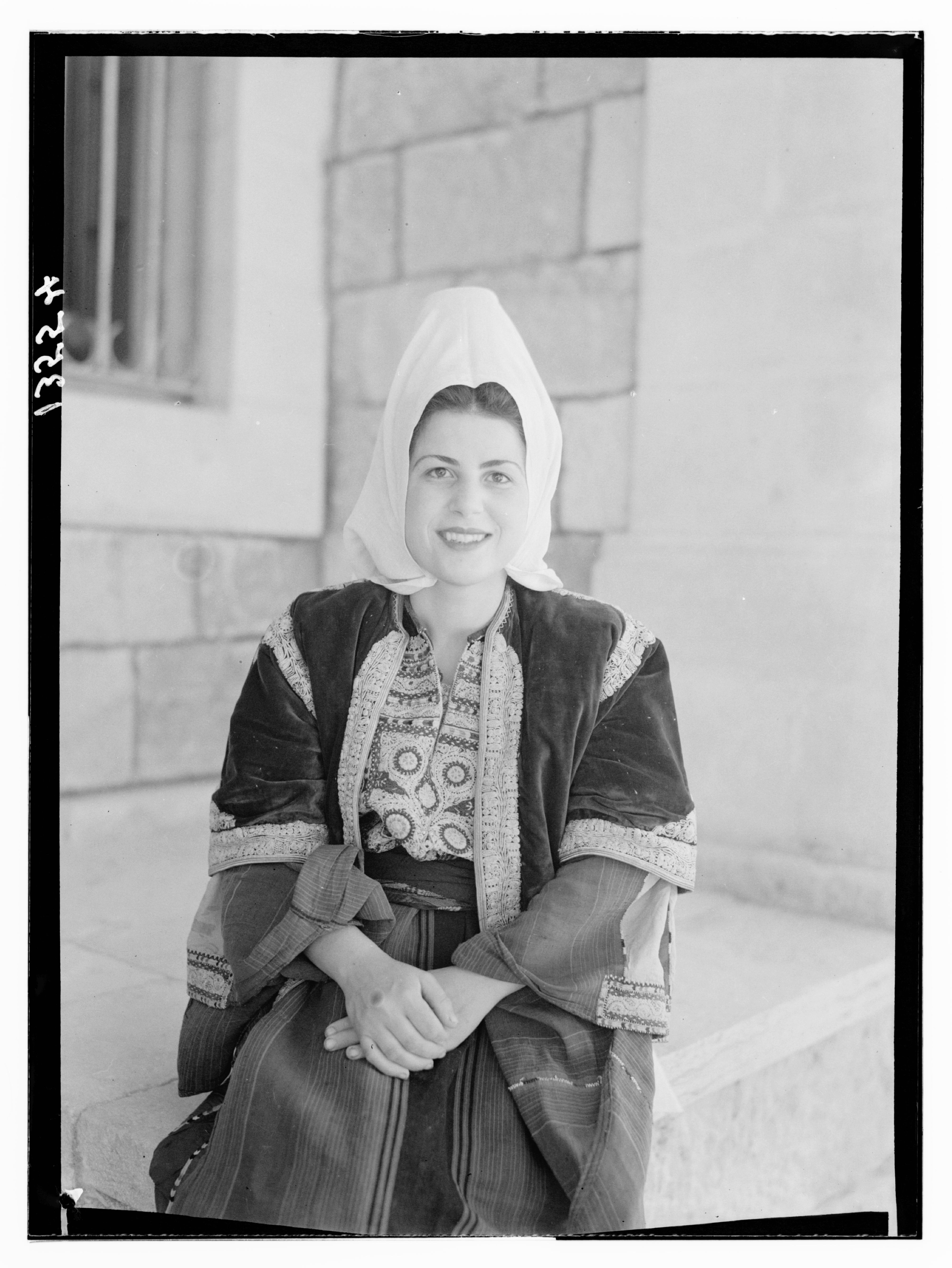
Femeie din Betleem, circa 1940.
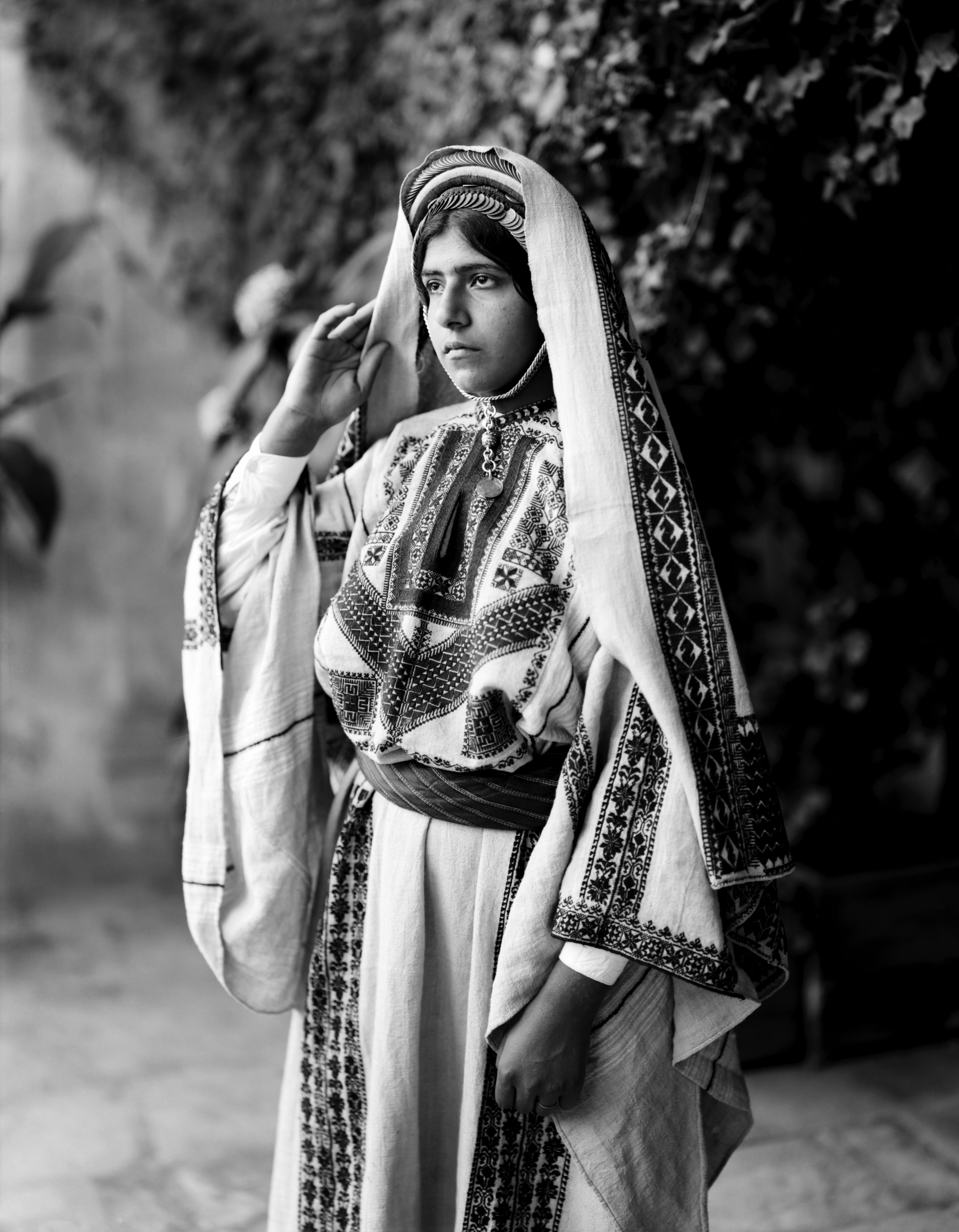
Tânără din Ramallah purtând acoperământ de zestre, cca. 1898–1914
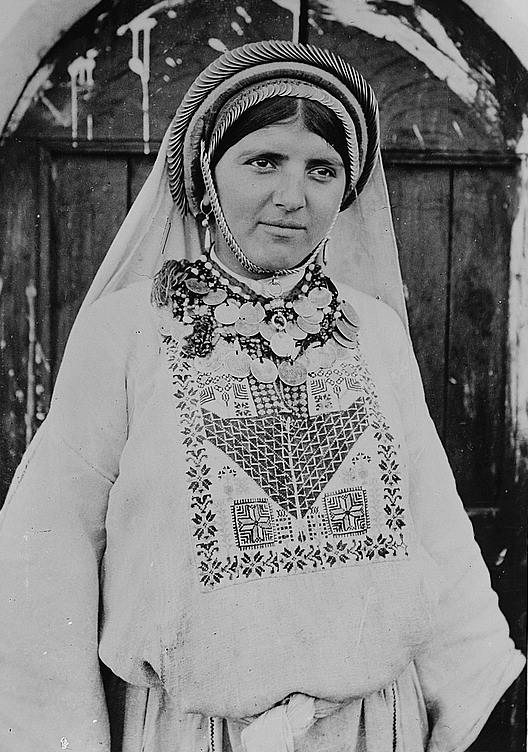
Femeie din Ramallah, cca 1920, Biblioteca Congresului
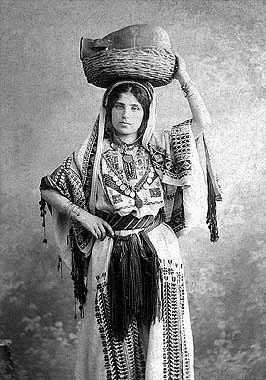
Îmbrăcăminte tradițională feminină în Ramallah, cca. 1920.
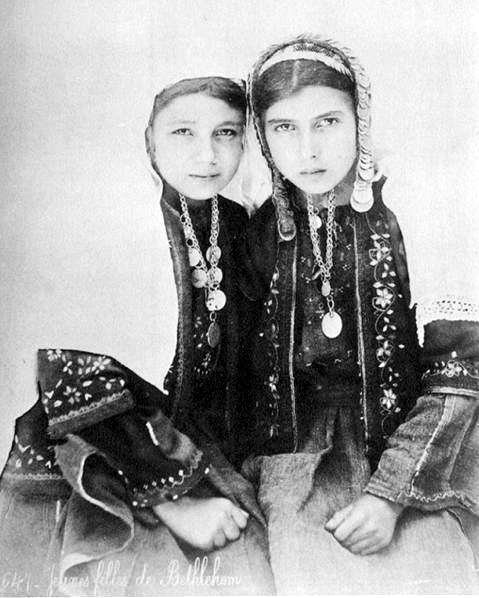
Fete în costume din Betleem, ante-1885.

### Literatura

#### Proză

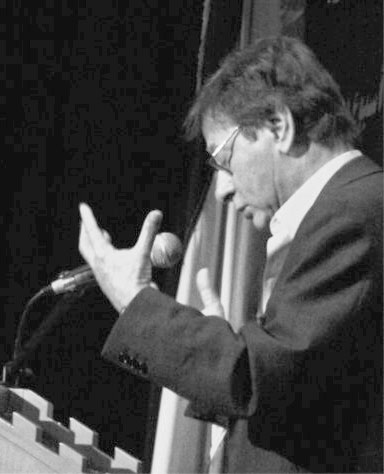
Mahmoud Darwish, poet palestinian.

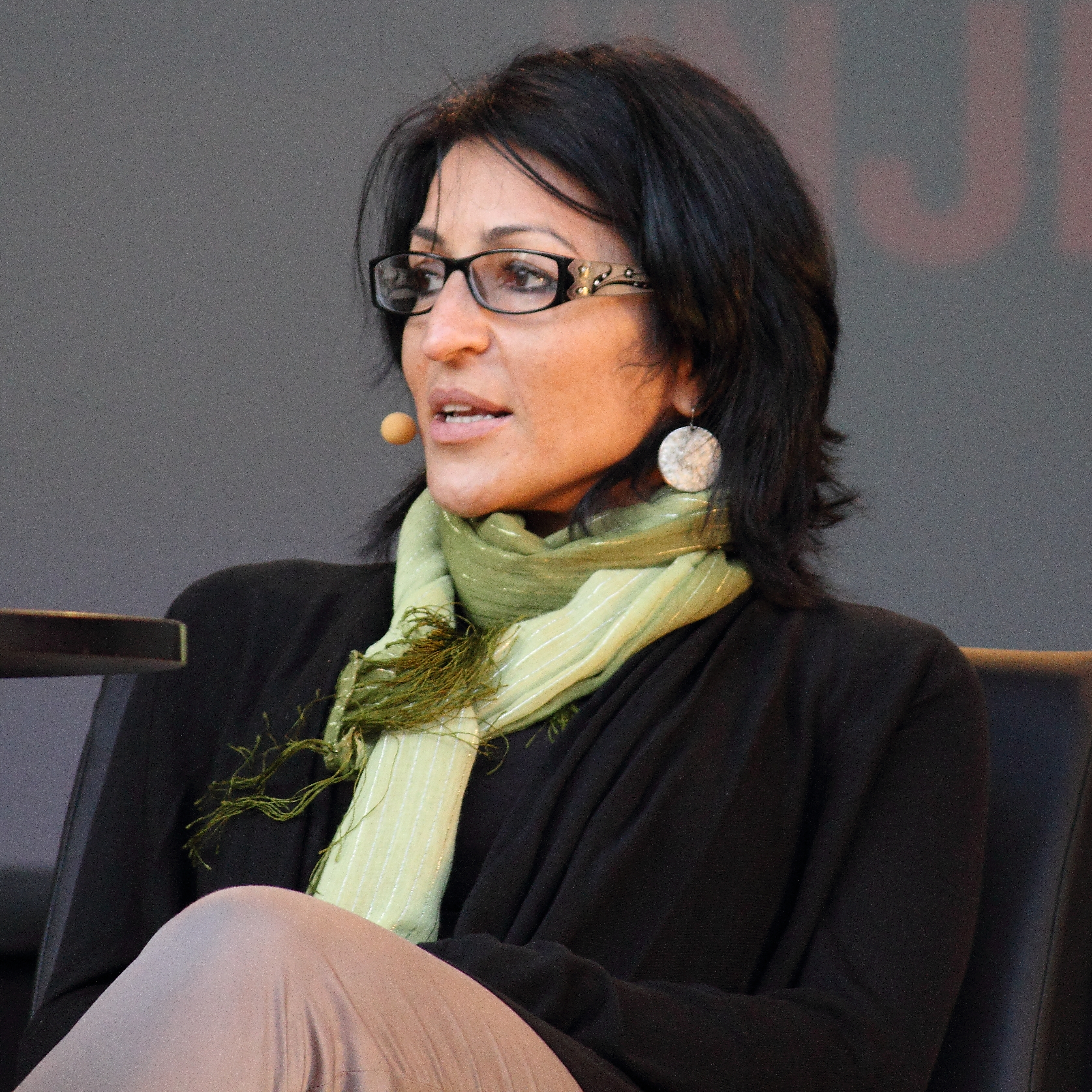
Romanciera și nuvelista Susan Abulhawa.

Proza palestiniană face parte din categoria mai largă a prozei arabe. Totuși, spre deosebire de aceasta, proza palestiniană se definește mai degrabă printr-o afiliere națională decât printr-una teritorială. Spre exemplu, proza egipteană este proza produsă în Egipt. Înainte de războiul arabo-israelian din 1948 acesta era cazul și cu proza palestiniană, dar în urma exodului din același an ea a devenit o „proză scrisă de palestinieni”, indiferent de locul unde locuiesc aceștia.
Proza palestiniană contemporană este adesea caracterizată printr-un acut sens al ironiei și prin explorarea temelor existențiale și a problemelor de identitate. Referințe la subiecte legate de ocupație și rezistență, exil, pierdere, dragoste și dor de pământul natal sunt de asemenea des întâlnite. Proza palestiniană poate avea o puternică intensitate politică, precum în cazul romancierei Salma Khadra Jayyusi și a nuvelistei Liana Badr, care au menționat nevoia de a da expresie „identității colective” palestiniene și „cauzei juste” a luptei lor. Există și o opoziție față de această școală de gândire, prin care unii artiști palestinieni s-au „răzvrătit” împotriva cererii ca arta lor să fie una „militantă”. Poetul Mourid Barghouti, de exemplu, a spus adesea că „poezia nu este un funcționar public, nu este un soldat, nu e în solda nimănui”. Nuvela Rulei Jebreal, Miral, spune povestea eforturilor lui Hind al-Husseini de a înființa un orfelinat în Ierusalim după războiul arabo-israelian din 1948, masacrul de la Deir Yassin și înființarea statului Israel.
Începând din 1967, majoritatea criticilor au teoretizat existența a trei „ramuri” ale literaturii palestinieni, împărțite vag după zona geografică: 1) din Israel, 2) din teritoriile ocupate de Israel și 3) din diaspora palestiniană răspândită în Orientul Mijlociu.
Traducătoarea israeliană Hannah Amit-Kochavi recunoaște doar două ramuri: literatura scrisă de palestinienii din Israel și cea scrisă de cei din afara acestei țări (ibid., p. 11). De asemenea, ea consideră că există o distincție temporală între literatura produsă înainte de 1948 și cea produsă după aceea. Într-un articol din 2003, publicat în Studies in the Humanities, Steven Salaita prezintă și o a patra ramură, cea alcătuită din lucrări în limba engleză, în special cele scrise de palestinienii din Statele Unite, ramură pe care o definește drept „literatură având rădăcina în țările diasporei, dar concentrată ca teme și conținut pe Palestina”.

#### Poezie

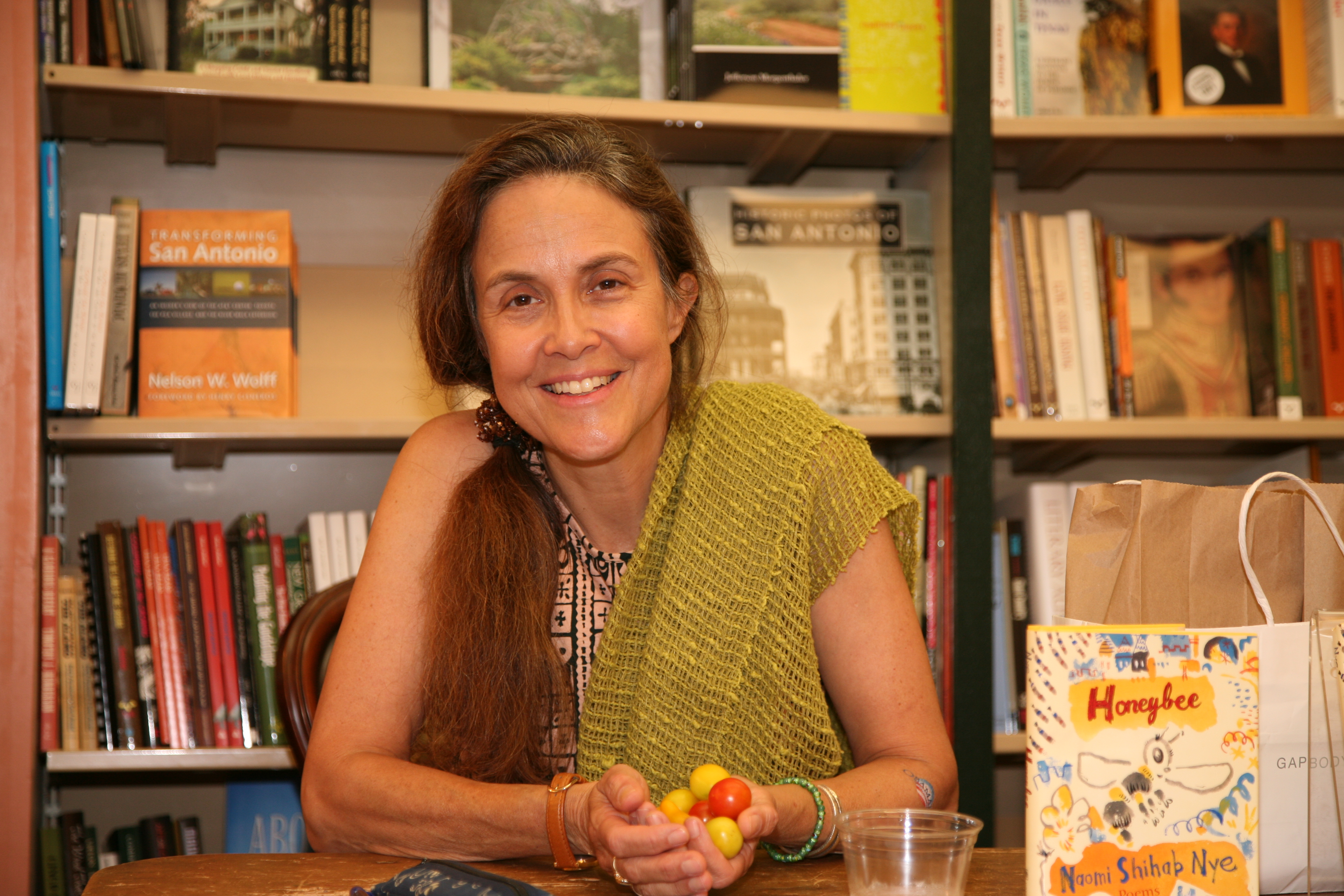
Scriitoarea palestiniano-americană Naomi Shihab Nye.

Poezia, folosind tipare pre-islamice clasice, rămâne o formă de artă extrem de populară, atrăgând adesea audiențe de mii de persoane. Până acum circa 20 de ani, barzii populari locali care recitau versuri tradiționale erau o caracteristică a fiecărui oraș palestinian. După exodul din 1948, poezia s-a transformat într-un vehicul pentru activismul politic. Printre palestinienii deveniți cetățeni ai Israelului după adoptarea legii cetățeniei, în 1952, s-a născut o școală a poeziei de rezistență și ea a inclus poeți precum Mahmoud Darwish, Samih Al-Qasim și Tawfiq Zayyad. Timp de multă vreme lucrările acestor poeți au rămas în mare parte necunoscute lumii arabe din cauza lipsei relațiilor diplomatice dintre Israel și guvernele arabe. Situația s-a schimbat după ce Ghassan Kanafani, alt scriitor palestinian în exil în Liban, a publicat o antologie a operelor lor, în 1966. Poeții palestinieni scriu adesea despre tema comună a afecțiunii profunde, sentimentului de pierdere și dorului de patria pierdută. Lucrările lui Nathalie Handal, poetă din noua generație de scriitori palestinieni, dramaturg și editor, câștigătoare a numeroase premii, au fost publicate în variate reviste literare și magazine și au fost traduse în 12 limbi.

#### Folclor

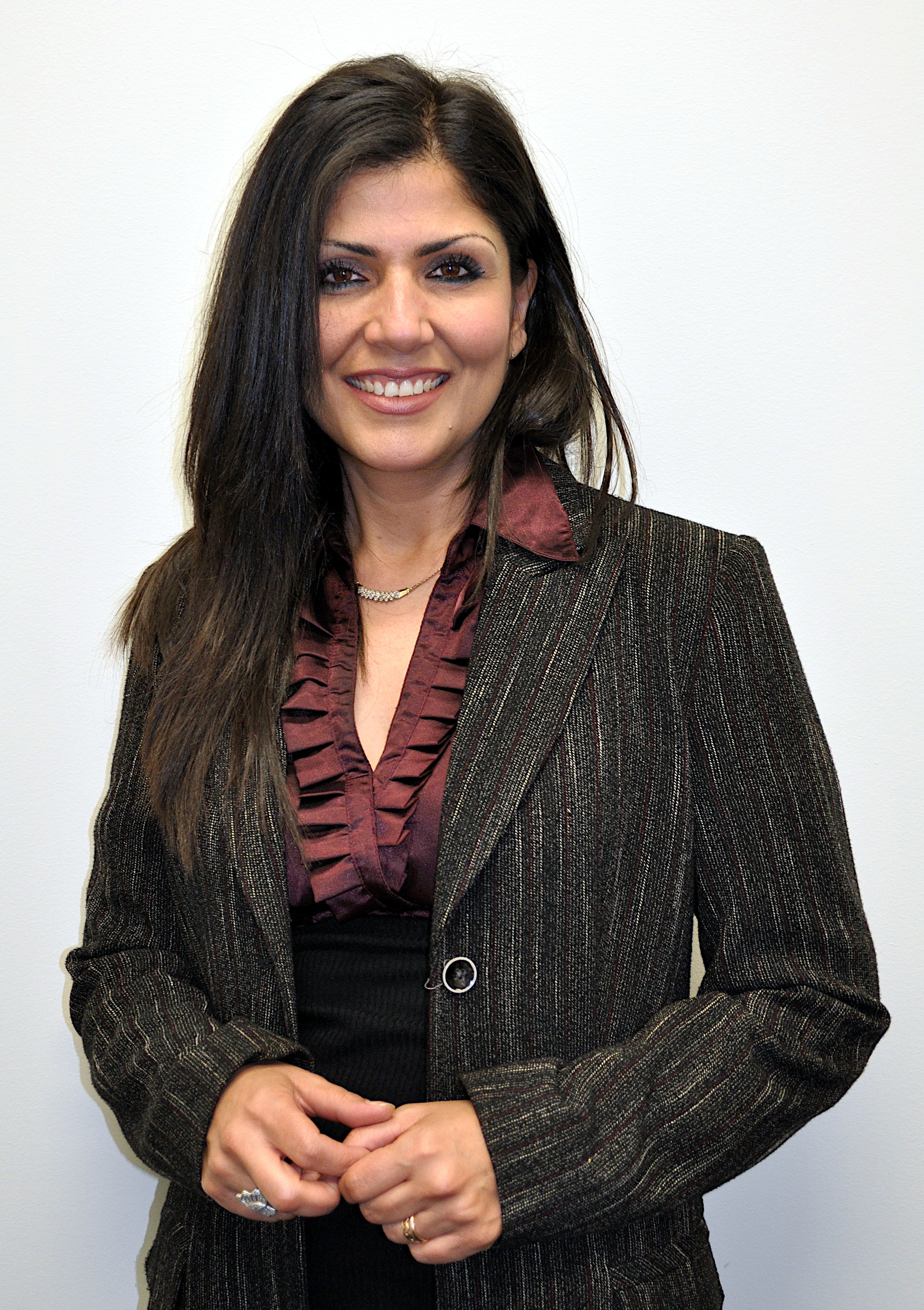
Samah Sabawi, dramaturg, scriitoare și jurnalistă palestiniană.

Folclorul palestinian include povești, muzică, dans, legende, istorie orală, proverbe, glume, credințe populare, obiceiuri și cuprinde tradițiile, inclusiv cele orale, ale culturii palestiniene. În anii 1970 a existat o revigorare a folclorului printre intelectuali palestinieni precum Nimr Sirhan, Musa Allush, Salim Mubayyid, alimentată și de existența Societății Folclorice Palestiniene. Acest grup a încercat să construiască niște rădăcini culturale pre-islamice (și pre-ebraice) pentru o nouă identitate națională palestiniană. Cele două rădăcini luate în considerare în alcătuirea acestui patrimoniu sunt canaaniții și iebusiții. Astfel de eforturi au părut să dea roade, după cum s-a dovedit prin organizarea de către Ministerul Palestinian al Culturii a unor serbări precum Festivalul Canaanit de la Qabatiya și anualul Festival Muzical din Yabus.

#### Povești
Poveștile tradiționale palestiniene sunt prefațate de o invitație făcută ascultătorilor de a îi binecuvânta pe Dumnezeu și pe Profetul Mahomed sau pe Fecioara Maria, după caz, și includ o introducere tradițională: „A fost odată sau n-a fost, în vremurile străvechi...” Elementele structurale ale poveștilor au multe caracteristici comune cu cele din lumea arabă, deși schema ritmică e diferită. Există o serie de personaje supranaturale: djinni care pot traversa într-o clipă cele Șapte Mări, giganți și ghouli cu ochi de tăciune și dinți de aramă. Povestirile au invariabil un final fericit, iar povestitorul încheie de obicei cu o rimă precum: „pasărea doar ce-a zburat, să fii binecuvântat” sau „Tutu, tutu, am terminat haduttu (povestea)”.

### Muzica

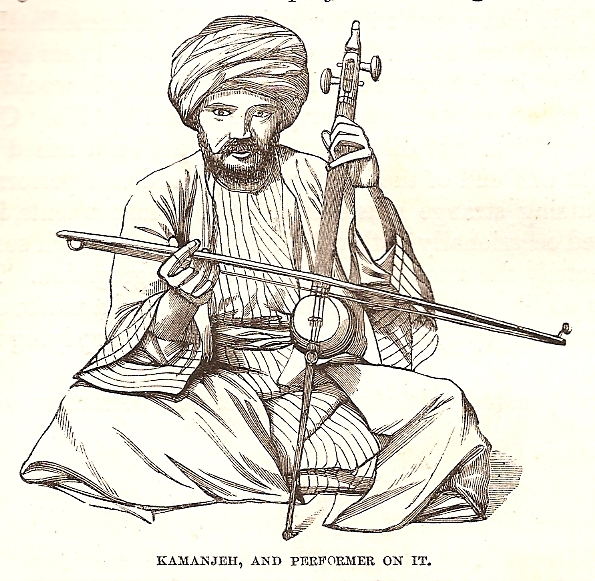
Interpret la kamanche în Ierusalim, 1859

Muzica palestiniană este binecunoscută în toată lumea arabă. După 1948, noul val de cântăreți apărut a abordat teme palestiniene specifice, inspirate de visele de statalitate și de înflorirea sentimentelor naționaliste. În plus față de zajal și ataaba, cântecele tradiționale palestiniene includ: Bein Al-dawai, Al-Rozana, Zarif – Al-Toul și Al-Maijana, Dal'ona, Sahja/Saamir sau Zaghareet. Timp de trei decenii, Ansamblul Național de Muzică și Dans Palestinian (El Funoun) și Mohsen Subhi au reinterpretat și rearanjat melodii tradiționale de nuntă precum Mish'al (1986), Marj Ibn 'Amer (1989) și Zaghareed (1997). Ataaba este o formă de muzică populară care constă din patru strofe, urmând o formă și o metrică specifică. Caracteristica distinctivă a ataabei este că primele trei strofe se termină cu același cuvânt având trei sensuri diferite, iar strofa a patra are rol de concluzie. Este de obicei urmată de o dalouna.
Reem Kelani este unul dintre principalii culegători și interpreți din zilele noastre de muzică cu o tematică și inspirată dintr-un patrimoniu specific palestinian. Albumul ei solo de debut din anul 2006, Sprintul gazelei – Cântece palestiniene din patrie și diaspora, a cuprins cinci cântece tradiționale palestiniene culese și aranjate de Kelani, în timp ce celelalte cinci melodii au fost propriile sale interpretări ale unor poezii populare și de rezistență compuse de Mahmoud Darwish, Salma Khadra Jayyusi, Rașid Hussein și Mahmoud Salim al-Hout. Toate cântecele de pe album se referă la Palestina anterioară anului 1948.

#### Hip-hop

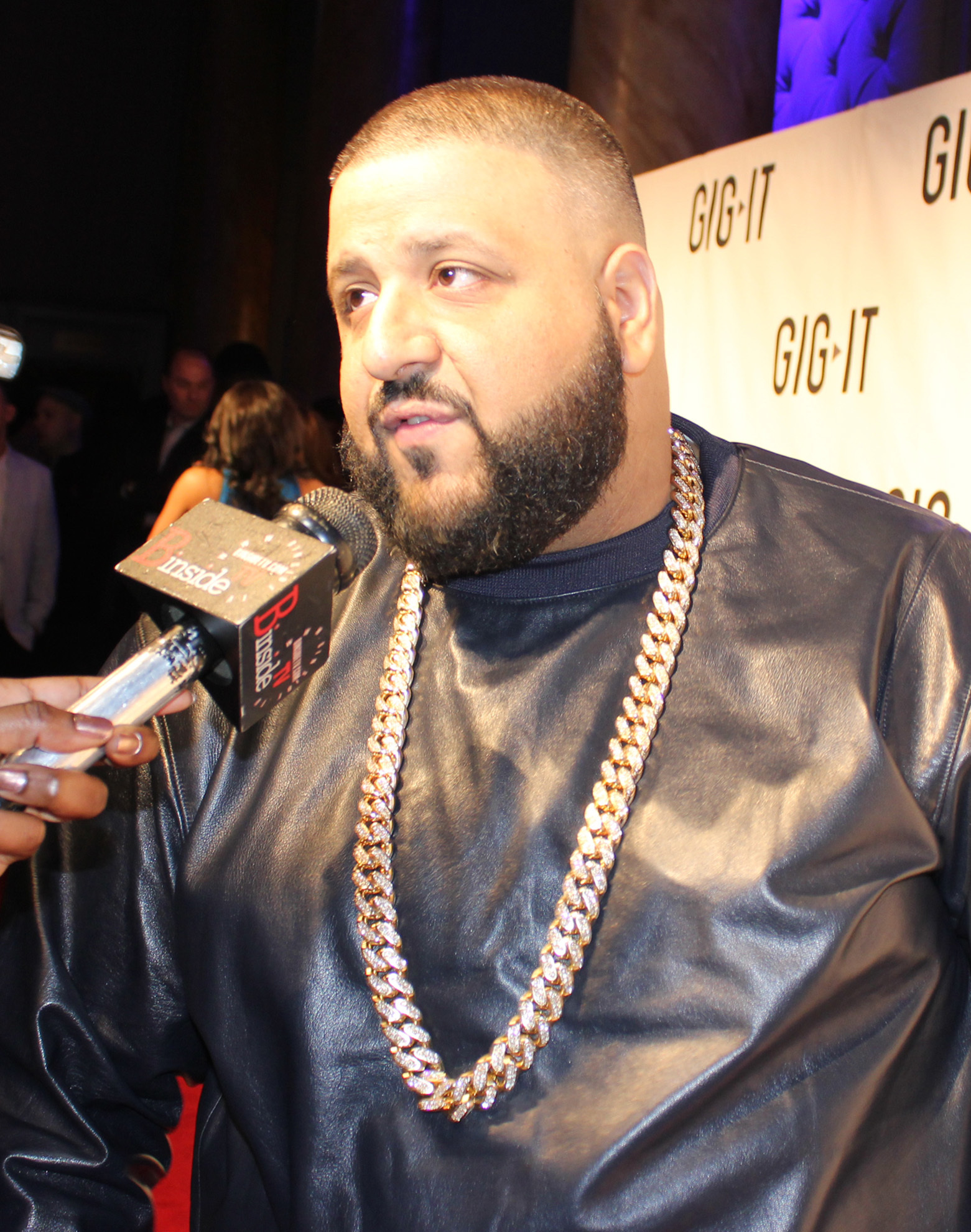
Producătorul DJ Khaled, personalitate radio americană de origine palestiniană.

Se consideră că hip-hop-ul palestinian a apărut în 1998, odată cu trupa DAM a lui Tamer Nafar. Acești tineri palestinieni au pus bazele unui nou subgen muzical palestinian, care îmbină melodiile arabe și ritmul hip-hop-ului. Versurile sunt adesea cântate în arabă, ebraică, engleză și uneori în franceză. De la debut, acest stil muzical a crescut și include artiști din teritoriile ocupate, din Israel, Regatul Unit, Statele Unite sau Canada.
Împrumutând de la muzica rap tradițională care a apărut inițial în New York, în anii 1970, „tinerii muzicieni palestinieni și-au croit stilul de a-și exprima propriile nemulțumiri față de climatul social și politic în care trăiesc și lucrează”. Hip-hop-ul intenționează să confrunte stereotipurile și să provoace un dialog despre conflictul israeliano-palestinian. Artiștii hip-hop palestinieni au fost puternic influențați de mesajul rapperilor americani. Tamar Nafar a spus: „când l-am auzit pe Tupac cântând că 'E o lume a omului alb' am decis să iau hip hop-ul în serios”. În plus față de influențele hip-hop-ului american, cel palestinian include și elemente muzicale din melodii palestiniene și arabe, inclusiv „zajal, mawwal și saj”, asemănător limbii arabe vorbite, precum și caracteristica percutantă și lirismul muzicii arabe.
Din punct de vedere istoric, muzica a servit ca acompaniament al diferitelor ritualuri și ceremonii sociale și religioase din societatea palestiniană (Al-Taee 47). Multe din instrumentele cu corzi din Orientul Mijlociu sau lumea arabă în general, utilizate în mod normal în muzica palestiniană clasică, sunt adaptate în ritmuri hip-hop de artiștii din Israel și din restul Palestinei, ca parte a unui proces comun de localizare. La fel cum caracterul percutant al limbii ebraice este subliniat de hip-hop-ul israelian, muzica palestiniană a orbitat mereu în jurul specificității ritmice și tonului melodic lin al arabei. „Din punct de vedere muzical cântecele palestiniene sunt de obicei pure melodii, interpretate monofonic, cu ornamentații vocale complexe și ritmuri percutante puternice”. Prezența unei tobe de mână în muzica tradițională palestiniană indică o estetică culturală favorizând percuția vocală, verbală și instrumentală, care servesc drept elemente de bază ale hip-hop-ului. Acest hip-hop se alătură unei „îndelungate tradiții a muzicii arabe revoluționare și subterane și a cântecelor politice care au sprijinit rezistența palestiniană”. Acest subgen muzical a servit drept cale de a politiza problema palestiniană prin muzică.

#### Heavy metal
Deși stilul heavy metal nu este foarte răspândit printre palestinieni, există totuși formații care îl abordează. Una din cele mai cunoscute dintre ele este Khalas, trupă din Acra condusă de chitaristul Abed Hathout, care în toamna anului 2013 a întreprins un turneu cu 18 concerte în șase țări împreună cu formația israeliană Orphaned Land. Mesajul trupei Khalas nu este totuși unul militant palestinian. Conform lui Hathout, „doar pentru că suntem palestinieni oamenii se așteaptă să cântăm numai despre ocupație”. Dar, spune el mai departe, „simt că am dreptul ca palestinian să scriu cântece despre bere, despre fetele care-și aruncă sutienele spre noi, pe scenă”.

#### Dans
Dabke, un dans popular arab levantin ale cărui versiuni palestiniene au fost confiscate de naționalismul palestinian de după 1967, are, conform unui cercetător, posibile rădăcini în ritualurile de fertilitate ale vechilor canaaniți. Dansul este caracterizat prin sărituri sincronizate, bătaie pe picioare și mișcare, similar cu stepul. Una din versiuni este interpretată de bărbați, alta de femei.

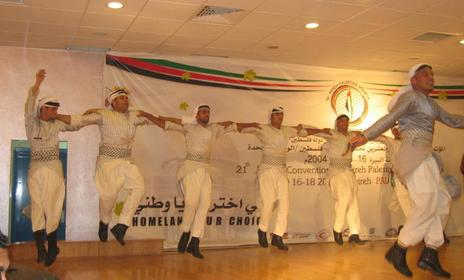
Dans popular palestinian dabke interpretat de bărbați
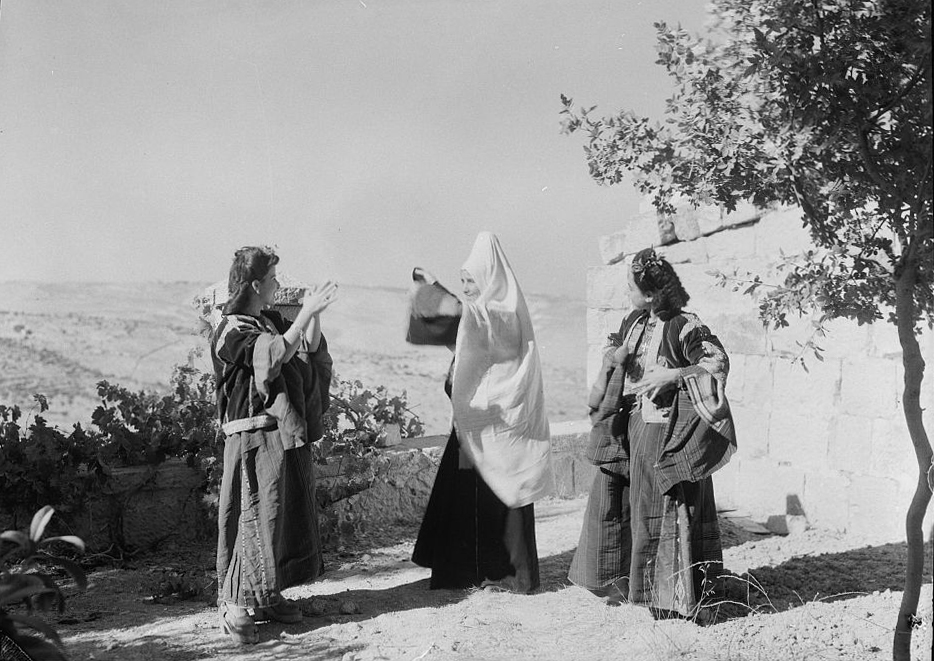
Femei palestiniene dansând tradițional, Betleem, cca. 1936

### Sport
Deși spații de desfășurare a sporturilor existau înainte de Nakba, multe din ele au fost ulterior închise. Astăzi au mai rămas centre sportive precum cele din Gaza și Ramallah, dar îngrădirea mobilității și restricțiile de călătorie impuse de forțele de ocupație israeliene au făcut ca mulți dintre palestinieni să fie împiedicați să concureze la nivel internațional la întregul lor potențial. Totuși, autoritățile sportive palestiniene au indicat că palestinienii din diaspora vor fi eligibili pentru a putea concura în numele Palestinei odată ce situația diplomatică și de securitate s-ar îmbunătăți.

Marco Zaror, practicant chilian de arte marțiale de origine palestiniană
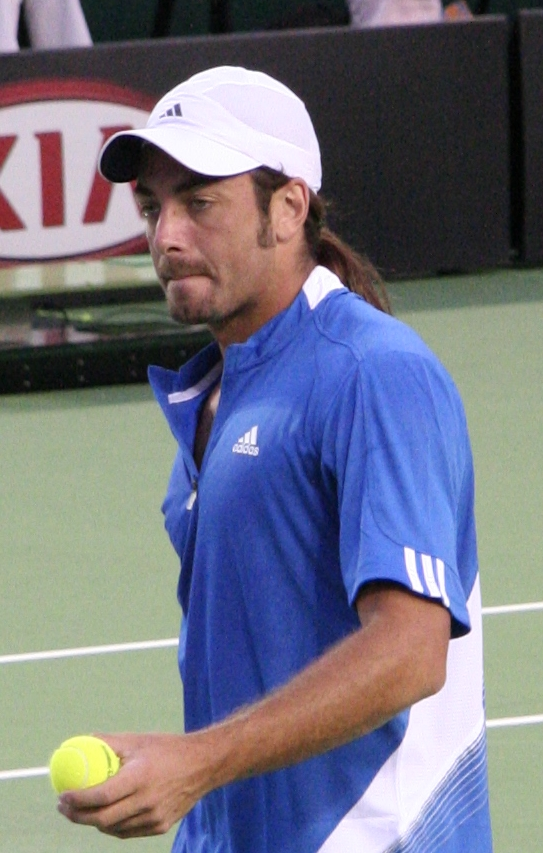
Nicolás Massú, tenismen chilian de origine palestiniană
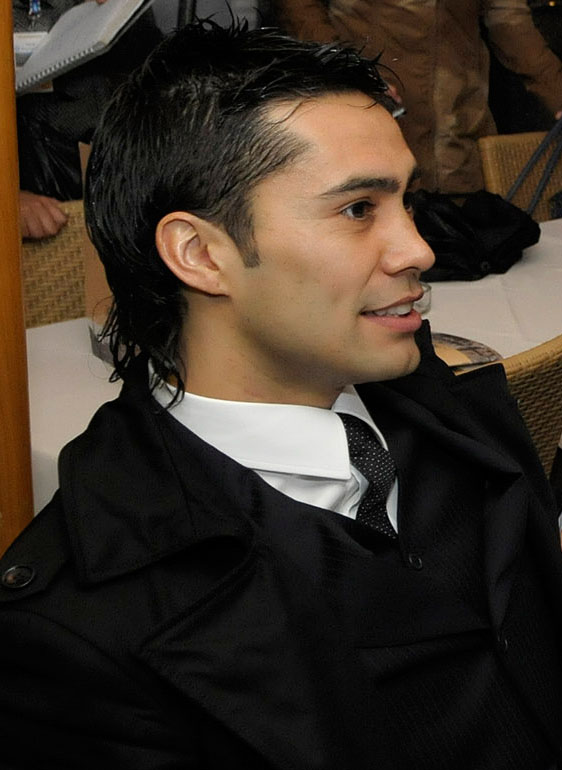
Luis Antonio Jiménez, fotbalist chilian de origine palestiniană